# Protestas en Perú de 2023
Las protestas en Perú de 2023 correspondieron a una serie de movilizaciones realizadas a partir del 4 de enero de 2023 hasta el 5 de marzo de 2023, tras un período de tregua, de las protestas que se venían dando en el país desde diciembre de 2022 luego del autogolpe de Estado fallido del presidente Pedro Castillo y su posterior destitución y arresto. Estas fueron convocadas por la Coordinadora Macrorregional del Sur —una organización afiliada a la izquierda política conformada por diversos dirigentes de departamentos ubicados al sur del país—  en un asamblea realizada el 28 de diciembre de 2022, asamblea donde, además, se acordó exigencias de índole política. A esta convocatoria se unieron diversas organizaciones sociales de izquierda y afines. Estas protestas fueron calificadas, por medios como Infobae y Semana Económica, además del exministro del Interior Rubén Vargas, como la «segunda ola».
La mayoría de las manifestaciones se realizan en el sur del país en contra del gobierno de Dina Boluarte así como en contra de los representantes ante el Congreso de la República. Aunque inicialmente se planteó una plataforma de lucha con objetivos a cumplir, con el tiempo estos objetivos fueron variando priorizándose la renuncia de Boluarte, el adelanto inmediato de elecciones generales, el cierre del congreso y un referéndum para una asamblea constituyente, siendo el pedido de liberación de Pedro Castillo un pedido más afín a colectivos y organizaciones más cercanos al expresidente. Además, se realizaron vigilias para exigir justicia para las víctimas reportadas en los enfrentamientos con la policía.
El 9 de enero ocurrió la denominada represión policial en Juliaca, con un saldo de 18 manifestantes muertos, lo que generó el rechazo por parte de la comunidad aimara. Como parte de las marchas, se realizó el 19 de enero la autodenominada «Segunda Marcha de los Cuatro Suyos» (o, cronológicamente, la cuarta «Toma de Lima»), calificada por el gobierno como un supuesto «golpe de Estado» civil. El principal centro de reunión de dirigentes regionales y manifestantes fue el campus principal de la Universidad Nacional Mayor de San Marcos, que fue sometido a una criticada intervención policial el 21 de enero, donde fueron detenidas más de 200 personas.
Durante las protestas se han reportado, por algunos de los manifestantes, ataques a la propiedad privada y pública (sedes judiciales, comisarías, etc.), intentos de toma de aeropuertos, bloqueo de vías para inducir el desabastecimiento en Lima y extorsión. Por el otro bando, se ha denunciado el uso desproporcionado de la fuerza por parte de las fuerzas del orden, a la par que racismo y discriminación. El Ministerio Público realizó 300 diligencias y abrió 57 carpetas fiscales.
Una nueva etapa de las manifestaciones surgió a mediados de 2023, con el apoyo de organizaciones políticas de centro. Destacó la tercera Toma de Lima.
Se ha discutido el impacto económico cuando el Banco de Crédito del Perú advirtió que la persistencia de esas protestas conllevaría a un menor PBI anual. Según Julio Velarde, junto al fenómeno de El Niño, el impacto fue alrededor de un 0.8% de ese año. Sin embargo, acorde a expertos consultados por Infobae, las protestas no fueron un factor directo que condujo a una parte de la población a la situación de pobreza en 2023.

## Antecedentes

### Acciones previas
Tras el intento de autogolpe de Pedro Castillo, el 7 de diciembre de 2022 diversas manifestaciones se realizaron a nivel nacional, incluido a las regiones que eligieron al posteriormente destituido mandatario. Luego de establecerse una tregua por Navidad y año nuevo, se planificó en el sur del país nuevas movilizaciones. Uno de los representantes en Arequipa, Jorge del Carpio Lazo, secretario general de la Federación Departamental de Trabajadores de Arequipa (FDTA), invitó a diversos dirigentes a reunirse el 28 de diciembre de 2022. Más de 70 dirigentes se reunieron en el Primer Encuentro Macroregional de Organizaciones Sociales, «rumbo al paro nacional», realizado en el local de la FDTA, donde se firmó un acta convocando a nuevas movilizaciones. Entre las regiones representadas en la reunión de la FDTA estaban Puno, Cusco, Apurímac, Moquegua, Madre de Dios, Ayacucho y Arequipa. El propio Carpio Lazo confirmó el comunicado en una sesión pública. Fruto de ello, se conformó la Coordinadora Macrorregional del Sur el 29 de diciembre de 2022, un día después de la asamblea macrorregional.
Algunas propuestas de dichos frentes y colectivos son similares a las ocurridas en diciembre de 2022. El propósito de estas manifestaciones se concretan en el documento pactado entre varios dirigentes el 28 de diciembre donde se especificaron los siguientes puntos:
1. Cierre del congreso (que tildan de «golpista»).
2. Renuncia de Dina Boluarte, además de recibir una sanción por los 30 asesinados por «su lucha en su derecho a la protesta».
3. Adelanto de elecciones inmediatas (para «el año 2023»).
4. Convocatoria a una «Asamblea Constituyente plurinacional y popular».
5. Liberación de Pedro Castillo por su «ilegal detención».

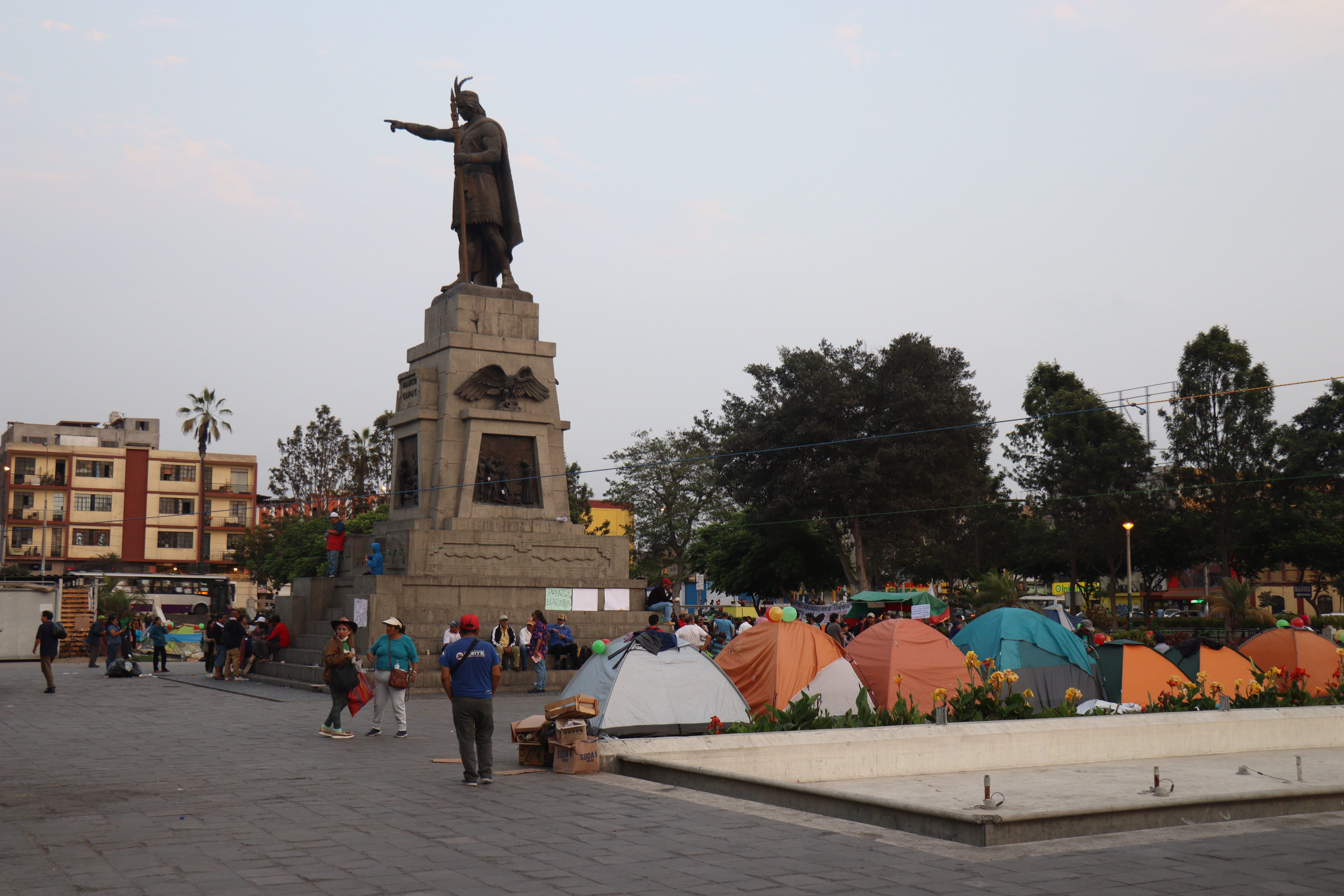
Manifestantes acampados en la plaza Manco Cápac en diciembre de 2022.

Manifestantes coordinaron posibles acciones para intensificar sus protestas. En Puno, que según el decano del Colegio de Periodistas mostró una falta de cobertura de la prensa de Lima, se planificaron el cese de mototaxis y la suspensión de rutas en la ciudad de Azángaro. En Madre de Dios, se eligió un representante del comité de lucha, Elvis Apaza Vilcaapaza, que trabajó en la minería artesanal sin autorización del Estado. En Lima se mantuvo como lugar de encuentro la plaza Manco Cápac, donde los manifestantes permanecieron días anteriores. Sin embargo, luego fueron desalojados. Según la Defensoría del Pueblo, se convocaron alrededor de 20 movilizaciones a nivel nacional, 10 de ellos para el 4 de enero.
Se anunció la instalación de un centro de monitoreo del Ministerio de Defensa. Además, desde la policía, se organizó un informe inteligencia para identificar nuevas participaciones en Lima y regionales y reconocer grupos de posibles azuzadores. Según América Noticias, entre los posibles líderes de las marchas están Lourdes Huanca Atencio (de la Federación Nacional de Mujeres Campesinas, Artesanas, Indígenas, Navitas y Asalariadas del Perú), Enrique Castañeda Tello (líder de la Asociación Ágora Popular), Andrés Huamaní Quispe (líder de Rímac Llaqta),  Ciro Silva Paredes (presidente del Comité de Lucha Región Lima Metropolitana), Vladimir Molina Espinoza (representante de Brigadas 14 N) y Felipe Domínguez, dirigente arequipeño. En Puno, el entonces comandante general de la Cuarta Brigada de Montaña propuso defenderse con hondas y huaracas pero esta recomendación fue descartada por el ejército. La Defensoría del Pueblo, por su parte, realizó coordinaciones con la Policía Nacional del Perú para reducir excesos. Por otro lado, Juan Carlos Liendo, jefe de la Dirección Nacional de Inteligencia (DINI), renunció a su puesto. Antes de tomar el cargo en la DINI, Liendo había declarado sobre una supuesta «insurgencia terrorista». Ante la pregunta realizada por el periodista Enrique Patriau, del diario La República, sobre estas declaraciones, Boluarte aseguró que la permanencia de Liendo en la dirección del DINI estaba en evaluación. Roger Arista Perea fue designado como nuevo jefe de la DINI.
Adicionalmente, el director del Consejo Nacional de Transporte Terrestre, Martín Ojeda, manifestó que el transporte interprovincial realizaría sus operaciones con normalidad. A pesar de esto, se incrementaron los precios de las rutas terrestres al sur del país. En Arequipa, el secretario del mercado principal Avelino Cáceres, Yasmani Callo Vargas, señaló tener abastecimiento de productos para una semana. Se anunció la restricción en la atención entre las 3 y las 8 de la mañana. Por el lado de seguridad nacional, se anunció que más de 2 mil militares se desplegarían en el departamento de Arequipa y a lo largo de la Panamericana Sur, según el jefe de la Tercera División del Ejército Johny León. Entretanto, se tomaron varias medidas de precaución como la suspensión de las rutas interregionales del Ferrocarril Transandino.

#### Radicalización de propuestas
En Puno, se conformó un nuevo comité de lucha el 28 de diciembre para que sea el encargado de dirigir las protestas y unificar gremios políticos. El 31 de diciembre se realizó extraoficialmente una asamblea reservada en Juliaca donde se acordó radicalizar las acciones y no permitir ninguna instancia de diálogo hasta el logro de los objetivos propuestos. Según el dominical Panorama, aquella asamblea reservada contó con la participación de Lucio Ccallo Ccallata, fichado por la Dirección contra el Terrorismo y colaborador cercano de Pedro Castillo. Además de Ccallo, en la reunión estuvieron presentes Félix Suasaca Suasaca (presidente del Frente de Defensa Unificado en contra de la Contaminación de la Cuenca del Río Coata y del Lago Titicaca), Pedro Quispe Quisocala, Alexander Pilco Ticona y Zenón Quispe Quispe (dirigentes del SUTEP Puno), Flora Quispe Flores (secretaria de Orientación y Promoción de la Mujer Docente), Amador Núñez Mamani (presidente del Frente de Organizaciones Populares de Puno), Orlando Sanga Yampasi (presidente de las Rondas Campesinas Urbanas de la Provincia de San Román), Ántero Pimentel Esquivias (secretario de Actas de las Cuatro Zonas), Fidel Salas Zapana (presidente de la Organización de Transportistas de Juliaca), Ernesto Flores Mamani (secretario de Actas de la Plaza Comercial Internacional San José), Claudio García Choqueluque (expresidente del Frente de Defensa del Sector Chilla), Pedro Jallurana Jiménez (expresidente de la Federación de Transportistas de Puno), Mary Luz Chahuara Benito (presidenta de la Organización de Mujeres Micaela Bastidas de Juliaca) y Pável Yábar Gonzales.

### Interpretación de sus propuestas
En el sector gubernamental, representantes sociales mostraron preocupación sobre los motivos de los protestantes. Luego de enterarse de las nuevas marchas, la vigente presidenta Dina Boluarte cuestionó el 31 de diciembre desde Cusco con un «¿qué cosa vamos a conseguir?». Para la defensora del Pueblo, Eliana Revollar, las consideró de inviables al ser completamente políticas y que carecen de una imagen visible para su negociación. Por otro lado, el ministro del Interior Víctor Rojas coordinó con dirigentes de Arequipa y Puno en los primeros días de enero para gestionar acciones para salvaguardar el orden interno. El cardenal Pedro Barreto propuso negociaciones.
El excongresista por Apurímac, Richard Arce, señaló para RPP y Radio Nacional la existencia de un «aprovechamiento/conflicto político» más allá de las manifestaciones sociales. En su columna de Perú 21 (13 de enero), vaticinó que al concretar que en el escenario de la salida de Boluarte y la disolución del congreso, «sería el escenario ideal del vacío de poder para llevarnos a la anarquía». Finalmente, en una entrevista para France 24 el 17 de enero, negó que las protestas se traten de una confortación de la «élite de Lima» y provincias sino del descontento generado por el congreso hacia la población.
Para la directora Amanda Meza del portal Wayka (9 de enero), para el medio El Salto, las protestas tienen otros fines. Meza dice que «los congresistas que tenemos casi no representan a nadie; los partidos políticos no representan a las organizaciones sociales, son de personas fundadoras, es decir que tiene un dueño; en otras palabras, son empresas». Estas palabras coinciden con el historiador Antonio Zapata, que posteriormente (10 de enero) señaló que sus propuestas son ilusiones para retirar a la derecha del gobierno. Para Jonathan Castro, editor de La Encerrona de Marco Sifuentes para The Washington Post (13 de enero), «lo que enerva a los manifestantes es la generalización, la ceguera desde Lima»; además, especificó la existencia de «actitudes antidemocráticas, golpistas y violentas». Mientras que el analista Raúl Sohr señaló para CNN Chile que si el «movimiento de resistencia es aprovechado por activistas, podría generar el renacimiento de grupos [reivindicativos]».

### Marcha por la paz
Previo a la oficialización de las marchas, el 3 de enero, hubo una Marcha por la paz a nivel nacional, organizado por grupos conservadores. Según un documento revelado por el diario La República, esta marcha fue convocada por la Policía Nacional del Perú. Ante las críticas, la policía sacó un comunicado donde se dispuso que:
En concordancia con la Constitución Política y la normativa vigente la Policía Nacional del Perú, no tiene opinión ni manifestación política alguna; pero es promotora de valores, actitudes y comportamientos que rechazan la violencia y previenen los conflictos de acuerdo a la cultura de paz que recomienda la Organización de las Naciones Unidas.
La Policía Nacional del Perú, tiene entre sus funciones, la de prevenir los delitos; en ese sentido, a través de la Dirección de Seguridad Ciudadana promueve en forma permanente actividades públicas que coadyuvan a la convivencia pacífica y la paz social a nivel nacional, conforme al Art. 195 del D.S. N° 026-2017-IN, Reglamento del D.L. N° 1267 Ley de La Policía Nacional del Perú. En este contexto, se dispuso la realización de diversas actividades en cumplimiento de esta función.

Dada la actual coyuntura política y social del país, así como diversas opiniones difundidas al respecto y con la finalidad de evitar malos entendidos; SE HA DISPUESTO, que los miembros de la Policía Nacional del Perú, se abstengan de promover la participación activa y organizada dela comunidad en las actividades programadas para el día martes 03ENE2023.
La marcha fue calificada de una «hipocresía» y «burla», luego de evidenciarse las muertes de 28 personas entre manifestantes y periodistas.
A pesar del escándalo, la Marcha por la paz fue llevada a cabo. El ministro del interior, Víctor Rojas, anunció que la policía no participaría en la marcha. En esta marcha fue detenida Zaira Arias, una excandidata al congreso por el partido político Perú Libre, tras lanzar pintura a la policía. El abogado de la detenida sustentó que para dramatizar Arias tiró pintura roja para representar la sangre derramada de los fallecidos en diciembre de 2022. Luego de aquel suceso, las marchas de ese tipo continuaron en realización; inclusive con un concierto realizado el 28 de enero, realizado por el colectivo Reacciona Perú. Este contó con el respaldo de militares en retiro que conforman el colectivo Legión Patriótica.

### Nueva marcha de los cuatro suyos
Una de las acciones dentro del acuerdo de 28 de diciembre es convocar a una nueva Marcha de los Cuatro Suyos en Lima. Desde Arequipa, el frente de defensa de la ciudad propuso emularla sin establecer fecha definida. No obstante, el plan se concretó para el 19 de enero a modo de paro nacional.  Según Infobae (17 de enero), congregaría a protestantes desde Arequipa, Cusco, Puno y Ayacucho; además, incluye por primera vez a Huancavelica, que no participó en la primera reunión de la Asamblea de la Macrorregión Sur.

## Organizaciones confirmadas
Aunque se tuvo en consideración un nuevo encuentro luego del realizado en diciembre; Felipe Domínguez, presidente del Frente de Defensa del Cono Norte de Arequipa, no descartó la participación de otros dirigentes que no fueron invitados al pacto macrorregional. Adicionalmente, en la ciudad de Juliaca el secretario de la organización Actas de las Cuatro Zonas invitó a la presidenta para realizar conversaciones con los dirigentes a campo abierto.
Los sindicatos que también confirmaron son la Central General de Trabajadores del Perú y la Fenate. Posteriormente, en el informe sobre las Evaluaciones previas al paro del 4 de enero, mostraron interés en salir la Federación Nacional de Trabajadores en la Educación del Perú (Fenatep), el Frente de Defensa de los Asentamientos Humanos y Coalición Ciudadana. Sin embargo, no todos los participantes de las protestas de diciembre de 2022 volvieron a atacar en los primeros días, como el Frente de Defensa del Pueblo de Ayacucho, la Asociación de Comerciantes del Mercado Mayorista de Frutas de Río Seco (Arequipa) y el gremio turístico de Machu Picchu. No obstante, según la Unidad de Investigación de El Comercio, Félix Suasaca Suasaca, del Frente de Defensa Unificado en contra de la Contaminación de la Cuenca del Río Coata y del Lago Titicaca, justificó la continuación de las marchas que «el Perú profundo arde y va a arder».
Según el periodista Liubomir Fernádez, que trabaja para La República, las protestas en Puno fueron lideradas por mujeres. Una de ellas es la Asociación Departamental de Mujeres Campesinas de Puno, en que las integrantes se negaron la militancia de «bolivianos y terroristas».
También participa el líder del antiguo partido oficialista Perú Libre, Vladimir Cerrón. Posteriormente, con la propuesta Toma de Lima el 19 de enero, la comunidad Aimara incluyó su participación. Para febrero de 2022 regiones del norte acordaron la formación de un nuevo frente, el Comando Unitario Macrorregional del Norte.
| Región        | Organización(es) | Ref.                            |
| ------------- | --- | ------------------------------- |
| Puno          | Frente de Organizaciones Populares, Frente de Defensa Unificado Contra la Contaminación de la Cuenca Coata y el Lago Titicaca y dirigentes de Juliaca; Asociación Departamental de Mujeres Campesinas de Puno y Actas de las Cuatro Zonas de Juliaca. | [ 124 ] [ 136 ] [ 137 ] [ 138 ] |
| Cusco         | Asamblea Regional de Jóvenes del Cusco. Rondas campesinas, grupos de taxistas y sindicatos. | [ 139 ] [ 140 ]                 |
| Apurímac      | Frente de Lucha y Desarrollo de los Barrios de la Provincia de Abancay. En colaboración con organizaciones del magisterio, sectores obrero y mercado                                                                                                  | [ 141 ] [ 142 ]                 |
| Moquegua      | Sin datos |                                 |
| Madre de Dios | Comité de lucha local. | [ 67 ]                          |
| Ayacucho      | Sin datos |                                 |
| Arequipa      | Frente Amplio Cívico de Arequipa, Frente de Defensa del Cono Norte de Arequipa y la, Federación Departamental de Trabajadores de Arequipa | [ 143 ] [ 144 ]                 |
| Lima          | Asociación Interétnica de Desarrollo de la Selva Peruana, Confederación General de Trabajadores del Perú | [ 145 ] [ 146 ]                 |

## Fase 1: Crisis del sur peruano

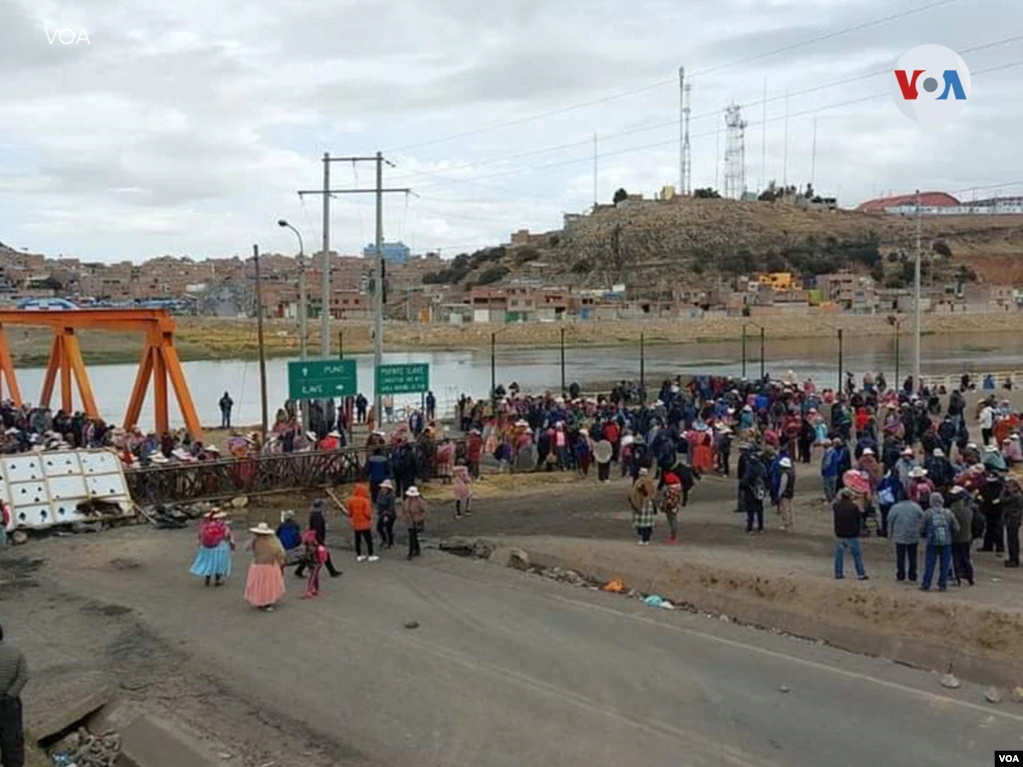
Manifestación en Puno.

### 4 de enero
Según la Defensoría del Pueblo, se realizaron 36 acciones de protestas en 17 departamentos. 12 700 personas salieron a las calles según el Viceministerio de Gobierno Territorial.
Se reportó el bloqueo de carreteras en Juli, Puno, y posteriormente otros bloqueos en Arequipa y Cusco. En Arequipa se buscó retomar el control del puente Añashuayco en Zamácola. En Lima, un manifestante ocupó la estatua principal de la plaza Manco Cápac por 30 minutos. El Ministerio de Comercio Exterior y Turismo anunció el plan de corredores turísticos para movilizar a los afectados hacia los aeropuertos de Cusco, Puno, Arequipa y Tacna.
En la tarde, centenares de personas marcharon por el centro de Lima. Durante su recorrido, se registraron agresiones hacia la prensa tanto de los manifestantes como de la policía. Sin embargo, el medio limeño Latina noticias criminalizó la protesta al incluir entre los represores a la Coordinadora 14N, conocida por la participación contra Merino en 2020.
Al reportarse una supuesta interferencia del líder político Evo Morales, luego que visitar Puno en diciembre de 2022, Dina Boluarte señaló que está en conversaciones con la Superintendencia Nacional de Migraciones para impedir su ingreso por injerencia. Este medida fue ayudada por el exmilitar José Cueto, quien junto a su bancada solicitó su «captura inmediata». También recibió el apoyo de la parlamentaria de derecha Tania Ramírez, que justificó un aparente financiamiento de las protestas en el sur «para anexar Puno a Bolivia». Al día siguiente, como respuesta a su intromisión política, Morales dijo no atacar ante «los ataques políticos de la derecha peruana» mientras y continuó animando «una transformación de fondo».

### 5 de enero
Participaron alrededor de cinco mil personas según el Viceministerio de Gobierno Territorial. En Puno, hubo enfrentamientos intensivos; 14 personas fueron heridas, cuatro son políticas y 10 civiles. En Cusco se realizaron paralizaciones.

### 6 de enero
Ilave y Juliaca fueron las ciudades donde se concentraron las protestas. Se registraron enfrentamientos en la toma del puente Pichanaki y la posible toma del Aeropuerto Internacional Inca Manco Cápac, en que posteriormente fue cerrado. Además, la Asociación Peruana de Agencias de Viajes y Turismo reportó que se habrían cancelado el 80%, mientras que en Lima se redujo el abastecimiento de alimentos en el Mercado Central.
A pesar de eso, Arequipa bajó su intensidad en las protestas. Solo 100 obreros de construcción civil marchan por la plaza de armas. El presidente del Frente Amplio Cívico de Arequipa reconoció lo sacrificado económicamente de obligar a los trabajadores a protestar; en su lugar, propuso al electo presidente regional Rohel Sánchez como mediador con el gobierno central. También el Frente de Defensa de la plataforma Andrés Avelino Cáceres, Jhazmani Callo, reconoció que fueron los únicos en salir a las marchas y ofreció apoyar con otras organizaciones en Lima.
En Lima, el Consejo Universitario de la Universidad Nacional de Ingeniería realizó un comunicado para invitar el adelanto de elecciones a 2023 y la consulta de la nueva constitución.

### 7 de enero
Se reportó la toma y destrucción de las oficinas del Seguro Social de Salud (EsSalud).

### 9 de enero
Se envían policías desde Arequipa a Juliaca. Además, miles de aimaras desde Yunguyo, Chucuito y El Collao-Ilave llegaron a la capital del departamento puneño. En Tacna se iniciaron los bloqueos de la Vía Costanera y el control fronterizo a Chile. En Chimbote, se concentraron los plantones desde el coliseo Paul Harris. El diario Perú 21 filtró una conferencia entre dirigentes del MOVADEF y del FENATEP, quienes hablan de un posible plan para enviar manifestantes a Lima en el marco de la Segunda Marcha de los Cuatro Suyos.

#### Enfrentamientos y represión policial en Juliaca
En ese día se anunció los primeros fallecimientos de las protestas de 2023: un bebé prematuro llevado desde una ambulancia en Puno. Durante el día, dos mil pobladores se reunieron e intentaron tomar al aeropuerto de Juliaca, provocando la respuesta de la PNP y el ejército. De acuerdo a la Red de Salud de San Roman-Juliaca, en este día se registraron 18 civiles fallecidos y 73 heridos. Además, se mostraron saqueos en un supermercado, un incendio en la casa del congresista Jorge Flores Ancachi y se apedreo el domicilio del alcalde de Juliaca.
La presidenta Dina Boluarte al enterarse de los fallecidos en Juliaca, mayormente de la represión policial, declaró: «salen en protesta de que, lo que ustedes están pidiendo es pretexto para seguir generando el caos».  A su vez, se reportó un homicidio hacia un policía, quien habría sido incinerado dentro de un vehículo patrullero. Un suboficial de tercera señaló como testigo que fue aparamentente una turba de 350 personas retuvieron un patrullero policial, agredieron a sus dos efectivos, y dejó incinerado.

### 10 de enero
El premier Alberto Otárola anuncio el toque de queda por tres días consecutivos en Puno y declaró duelo nacional para el día siguiente, en homenaje a los muertos en Juliaca. El presidente del Poder Judicial, Javier Arévalo, quien se mostró consternado por las muertes en Juliaca, pidió a las autoridades que protegieran las instalaciones del Poder Judicial.
En respuesta de lo sucedido en Juliaca, se convocaron cacerolazos, plantones y nuevas movilizaciones en distintas partes del país, entre ellos Loreto, Lambayeque, Arequipa, y Junín, mientras que en Andahuaylas la paralización es total.
En Huancavelica, un grupo de manifestantes incendió las instalaciones del poder judicial de la ciudad de Lircay y bloquearon algunas calles. Además, en Cusco, 300 comuneros de Chumbivilcas incendiaron un bus de la Policía Nacional en el corredor minero del sur.

### 11 de enero
Se realizaron movilizaciones y bloqueos en distintas partes de los departamentos de Ayacucho, Puno, Moquegua, Lambayeque, Arequipa y Tacna, en esta última zona, 50 manifestantes apedrearon la comisaría del distrito Gregorio Albarracín, obligando a los agentes a usar las mesas como escudos, también se registraron intentos de saqueos contra las comisarías y diferentes centros comerciales por lo que el control policial se intensificó.
Los tramos 966, 968 y 969 de la Panamericana Sur permanece bloqueada por piedras y otros objetos. Durante el día grupos de manifestantes llegaron en camiones para reforzar el bloqueo. En Juliaca (Puno), miles de pobladores al pie de una fila de ataúdes, marcharon hacia la plaza central y se despidieron de sus muertos, el alcalde Oscar Cáceres declaró que los «caídos el 9 de enero son mártires de la democracia».
Durante la noche, se produjo otro incidente entre manifestantes y ciudadanos que participaron en la marcha por la paz en Puerto Maldonado.

#### Enfrentamientos en Cuzco
En el Cusco se reportaron violentos enfrentamientos cuando los manifestantes intentaron llegar al aeropuerto de la capital. Según la corresponsal de Perú 21 en Cusco, señaló que existió una intención de tomar el Aeropuerto Internacional Alejandro Velasco Astete y señalaron algunos manifestantes que «no les importa morir, solo quieren que salga el gobierno de Dina Boluarte». En la Avenida 28 de julio fueron impedidos de llegar, por la policía y el ejército, produciéndose un cruento enfrentamiento que dejó como saldo de al menos 43 heridos (entre policías y manifestantes), 1 civil muerto y varios detenidos. El general PNP Javier Vela declaró que con una «planificación anticipada pudo evitar la toma del aeropuerto». La congresista Ruth Luque manifestó que la policía dispara «indiscriminadamente» a los manifestantes. Se vienen organizando varias ollas comunes a lo largo de la ciudad imperial. Durante el día, un grupo de vándalos atacaron una terminal terrestre y quemaron su garita de control. Por el lado económico, el departamento cuzqueño perdió a casi la totalidad de sus turistas extranjeros, lo que generó despidos masivos a trabajadores turísticos y de otras ramas.
En julio de 2024, el Poder Judicial condenó a cuatro jóvenes agricultores por participar en las manifestaciones.

### 12 de enero
Los enfrentamientos continuaron en el distrito de Wanchaq del Cusco, un policía resultó herido. Además, tomaron la mina de cobre Antapaccay, operada por Glencore, y quemaron una camioneta y una minivan del establecimiento. Mientras que la fiscalía nacional denunció al gobierno regional del Cusco acusándolo de haber entregado el estadio Inca Garcilaso de la Vega a los manifestantes. Durante la tarde, pobladores de Quispicanchi llegaron en caravanas al Cusco para reforzar las protestas. Por otro lado, ciertas zonas de los departamentos de Arequipa y Puno se encuentran totalmente paralizadas. Para el caso de Arequipa, la plataforma comercial Andrés Avelino Cáceres anunció el cierre temporal en solidaridad a los fallecidos en Juliaca.
En el departamento de Madre de Dios las protestas se agudizaron. Debido al incidente con los ciudadanos que marchan por la paz, que dejó como saldo tres heridos, cientos de mineros ilegales de las zonas de La Pampa, Boca Colorada, Huepetue y Delta llegaron a Puerto Maldonado y retomaron el control sobre el puente Billinghurst, cometiendo abusos y realizando amenazas; se informó además que la policía esta retenida en sus establecimientos por sus propios jefes, quienes no tienen la autorización para salir a patrullar las calles. Un grupo de vándalos atacó el domicilio del congresista Eduardo Salhuana.
El presidente del poder judicial, Javier Arévalo informo que hasta el momento se han cometido ataques contra 6 cortes superiores en Puno, Ayacucho, Arequipa, Huancavelica y Apurímac. Por su parte, el jefe del gabinete ministerial Alberto Otárola declaró que «la señora presidenta de la República no va a renunciar, ese hecho no se va a dar».
Ronderos de Piura anunciaron que viajarán a Lima para realizar una «segunda marcha de los cuatro suyos». Durante la tarde y la noche, se registraron enfrentamientos en el centro de Lima. Desde el distrito de Miraflores (Lima), se realizó una nueva manifestación de solidaridad a los fallecidos de Puno. Inclusive realizaron pintas a la fachada del canal ATV con mensajes de «prensa basura» y «terroristas».
Igualmente se procedió a la detención de seis dirigentes de las movilizaciones pertenecientes al Frente de Defensa de Ayacucho. Entre los detenidos se encontraba la presidenta de la organización Rocío Leandro Melgar, alias «Camarada Cusi», quien anteriormente formó parte de la organización terrorista Sendero Luminoso y fue detenida e internada en penales por participar en atentados en las décadas de los 80 y 90. Melgar fue trasladada en la sede principal de la Dirección contra el Terrorismo (Dircote). Esta detención motivó al mes siguiente que varios colectivos, incluido la Groupe de Recherche Identités et Cultures de la Universidad de Le Havre, condenaran la detención.
Se reveló que la PNP abasteció de 31 615 cartuchos y granadas lacrimógenas por contratos suscritos el 20 y 27 de diciembre de 2022.

### 13 de enero
Se presentaron enfrentamientos en el Cusco donde continúan los ataques a la mina de Antapaccay con la destrucción de la planta de agua de la zona por 30 personas. A su vez, en el distrito de San Sebastián, se presentó un choque entre protestantes y manifestantes «por la paz» que impidieron la llegada de nuevas caravanas a la ciudad.
Se convocó a mesas de diálogo en Arequipa pero no en Puno. Según la ministra de Transportes y Comunicaciones, no se concretó la Comisión de Alto Mando con el departamento de Puno. Durante las neogicaciones, la presidenta Dina Boluarte dio un mensaje a la nación.

### 14 de enero
Sutran registró un récord de bloqueo de carreteras a nivel nacional. Son 100 puntos en 11 departamentos, frente a los 83 ocurridos en la víspera de Navidad de 2022. A la vez, la Federación de Bandas de la provincia de San Román-Juliaca congregó decenas de agrupaciones de músicos para protestas. En Cusco, la Federación Provincial de campesinos de Calca y afiliados anunciaron que los manifestantes de las 13 provincias participarán en las protestas de Lima.

### 15 de enero
La fiscal de la nación, Patricia Benavides, redujo a casi la mitad de operatividad a fiscalías especializadas en derechos humanos.
Según un reporte de la Sutran, informó que se concentraron 121 puntos con tránsito restringido a nivel nacional. Además, se realizaron los preparativos de una eventual marcha de los cuatro suyos.

#### Declaratoria de Estado de emergencia
Se declaró en estado de emergencia a Lima, Callao, Puno y Cusco, así como la provincia de Andahuaylas (Apurímac), Tambopata y Tahuamanu (Madre de Dios), el distrito de Torata (Moquegua), además de las carreteras Panamericana Sur, Panamericana Norte, Central, el Corredor Vial Sur Apurímac-Cusco-Arequipa y el Corredor Vial Interoceánica Sur.

## Fase 2: Preparación de la segunda marcha de los cuatro suyos

### 16 de enero
Se registraron bloqueos de carreteras en varios puntos del departamento de La Libertad. El gobernador regional de La Libertad, César Acuña, se reunió con anterioridad con el presidente de la Central Única de las Rondas Campesinas de La Libertad, Pablo Haro Quispe, y otros dirigentes para recomendarles que respeten la vida, la propiedad y no quemen vehículos. Decenas de manifestantes marcharon por el distrito limeño de Miraflores.
Cientos de manifestantes bloquearon la carretera central en el cruce entre Pasco y Huánuco, y otro hacia el distrito de Huayllay.
Una caravana que se dirigía a Lima fue detenida en Ica. Los manifestantes dijeron que esa era la primera caravana y que «muchos más» estaban en camino para sumarse a las protestas. Según se informó, cuatro de los choferes intervenidos incurrieron en faltas al reglamento de tránsito tales como transitar con placas adulteradas, no disponer de Seguro Obligatorio de Accidentes de Tránsito (SOAT) ni luces ni dispositivos retrorreflectivos, tener revisiones técnicas vencidas o no tener certificado de aprobación de inspección técnica. Las acciones fueron realizadas en el marco del Estado de emergencia declarado en las carreteras peruanas. La Defensoría del Pueblo respondió con la liberación de los manifestantes.
A nivel nacional, diversas organizaciones de izquierda y personas del sur peruano se prepararon para una nueva Marcha de los cuatro suyos o Toma de Lima. Por ello, pobladores y universitarios de las provincias de Acomayo, Chumbivilcas, Canchis, Paruro y Quispicanchi del departamento de Cuzco, se embarcaron en sus vehículos para partir a Lima. En Madre de Dios se anunció una tregua para facilitar el traslado a la capital. Por otro lado, un aproximado grupo de 10 000 aimaras emprendieron su viaje a Lima el día 17 de enero.
La Confederación General de Trabajadores del Perú (CGTP), la Asamblea Nacional de los Pueblos (ANP) y otras organizaciones de izquierda convocaron a un paro nacional de 24 horas el día 19 de enero, en Huancayo, Arequipa, Chota, Ayacucho, Pasco, y Ancash; en el caso de los dos últimos, el paro se extendió a 48 horas. No obstante, en Ayavirí (Puno) se declaró en paro indefinido.

### 17 de enero
Mientras se intentaron realizar negociaciones con presidentes regionales del autodenominado Proyecto de la Macrorregión Sur, Dina Boluarte reconoció la existencia de manifestantes que «quieren tomar Lima, el 18 y 19 de enero». Como respuesta ante un posible enfrentamiento, el Minsa declaró alerta roja en el sector salud a nivel nacional.
Se reportó el bloqueo de carreteras en 10 regiones del país. En Tacna, la atención de los mercados se reportó como normal debido a que diversos gremios no acataron las medidas de paralización. En Cusco se reportó escasez de alimentos debido a los bloqueos. Se produjo un enfrentamiento violento en Chao (La Libertad) con dos personas heridas: un policía que recibió un ataque a su ojo y un manifestante que recibió un impacto de proyectil.
Múltiples manifestantes del distrito de Paucartambo de la provincia de Pasco llegaron a Cerro de Pasco y anunciaron su viaje a Lima. Por otro lado, se reportaron ataques al Oleoducto Norperuano en Amazonas por parte de los manifestantes de origen Awajún, quienes habían advertido de su presencia si la mandataria no renunciara. Petroperú manifestó que esto era una acción de alto riesgo y que «podría generar una catástrofe ambiental de gran magnitud».
Desde Arequipa, los mercados de la Señor de Huanca y de la Asociación de Comerciantes Mayoristas enviaron víveres a base de agua mineral, galletas, verduras y otros productos. Durante la noche, un grupo de universitarios de la Federación Universitaria San Marcos (FUSM) tomaron la Universidad Nacional Mayor de San Marcos.

### 18 de enero
Se reportaron dos nuevos fallecidos tras el bloqueo de las carreteras desde el distrito de Virú, un bebé prematuro y una mujer de 51 años. Se produjeron enfrentamientos entre manifestantes y la PNP en Huancavelica, incluso un grupo de vándalos incendiaron la casa del hermano del gobernador regional. En Macusani (Puno) un grupo de vándalos incendiaron el local del poder judicial y la comisaría local, dejando como saldo varios heridos, 2 civiles muertos y varios daños materiales.
El jefe de la Macro Región Policial de Junín, general Colin Sim Galván, afirmó que unos 4000 policías resguardaran las principales zonas de Huancayo, ante el paro nacional convocado para el 19 de enero. Mientras tanto en Lima se convocó a 9600 efectivos policiales para controlar las calles. Por el lado de los manifestantes, una brigada formada por estudiantes universitarios de Puno y Juliaca partieron a Lima para brindar asistencia médica.

#### Toma de la UNMSM
El grupo de aproximadamente 30 universitarios pertenecientes a la Federación Universitaria San Marcos (FUSM) que tomaron la Universidad Nacional Mayor de San Marcos, ofrecieron alojamiento a los manifestantes provenientes del sur para la Toma de Lima, recibiendo a varios buses, albergando a 400 personas. La congresista Sigrid Bazán conversó con los manifestantes instalados en la zona.
El exministro del interior, José Elice, manifestó que «la policía puede ingresar, las restricciones en cuanto al ejercicio de derechos aplica para todos». A pesar del malestar de la rectora Jeri Ramón Ruffner, la propia universidad descartó algún intento de desalojo. Esto coincide con la deserción del acampamiento de la plaza Manco Cápac luego de varias semanas. La Universidad Nacional de Ingeniería también se ofreció de huésped para las delegaciones de estudiantes provenientes del interior del país, lo que generó la sospecha de la Contraloría por ceder sus instalaciones.
Durante el día, recibieron múltiples donaciones de alimentos y bebidas, además realizaron ollas comunes. El consejo universitario pidió la presencia de representantes de la Defensoría del Pueblo para iniciar conversaciones, lo cual finalmente se dio, durante la tarde se instaló la mesa de diálogo. Uno de los manifestantes justificó que la razón para participar en Lima es para la «luchar [y] defender la patria».

#### Operativo en Pucusana
Ante la posible marcha hacia Lima, la Policía Nacional del Perú inició un operativo en el peaje de Pucusana, en la Panamericana Sur, con el fin de verificar si algún ciudadano cuenta con órdenes de detención y si llevan objetos que puedan ser usados como armas.

## Fase 3: Clímax

### Segunda marcha de los 4 suyos

#### El paro nacional del 19 de enero
El jefe de la Región Policial Lima, general Víctor Zanabria, anunció públicamente el despliegue de 11 800 policías solo en Lima; sin embargo, minimizó el impacto de las manifestaciones, estimó que no pasarían los 2 mil manifestantes. Adicionalmente, profesionales realizaron la protección de monumentos históricos por seguridad, se cerraron temporalmente las zonas comerciales y se desplegaron tanquetas por las calles.
El presidente del congreso solicitó que se marche de manera pacífica. Dieciocho regiones del país presentaron vías bloqueadas.
Manifestantes tomaron control de parte del aeropuerto en Arequipa. Ante esto, la policía formó escudos para protegerse de lanzamientos de piedras y huaracas. Igualmente se atacaron los aeropuertos de Cuzco y Juliaca.
En Áncash, un grupo de manifestantes lanzó piedras y palos a la Notaría Otárola, propiedad del hermano de Alberto Otárola. La ministra de salud, Rosa Gutiérrez, informó que durante las últimas movilizaciones 19 ambulancias sufrieron ataques por parte de los manifestantes. En Lima, grupos de manifestantes atacaron a los policías y causaron destrozos de propiedad pública. La Asociación Nacional de Periodistas del Perú informó un total de 16 ataques a periodistas durante la jornada.

##### Incendio en el centro de Lima
Para la noche de ese día, se reportó un incendio en un inmueble a una cuadra de la plaza San Martín, los bomberos acudieron de inmediato a apagar el incendio.

### Consolidación de la convulsión social y crisis nacional

#### 20 de enero
Un grupo de manifestantes cortó la tubería del oleoducto norperuano provocando el derrame de petróleo en Amazonas. El servicio de trenes de Cuzco a Machu Picchu fue suspendido debido a los daños causados por los manifestantes a los rieles. Por otra parte, se registraron bloqueos de carreteras en La Libertad y Cajamarca. En Madre de Dios, el ministerio de defensa anunció el traslado de ayuda humanitaria luego de evidenciarse que los insumos necesarios para el servicio de agua potable peligraban por los bloqueos viales de los manifestantes. Se produjeron disturbios en Lima por parte de los manifestantes, además se evidenció el uso de láser por parte de estos. Un grupo de manifestantes atacó la estación Colmena del Metropolitano. Se informó que alrededor de 2500 personas formaban parte de las manifestaciones en el Cercado de Lima. En Arequipa, un grupo de manifestantes intentó tomar nuevamente el aeropuerto. Se reportó la captura de algunos manifestantes con bombas molotov, combustible, artefactos pirotécnicos y "avellanas". Un grupo de manifestantes en Cusco llegaron al campamento de la minera Antapaccay incendiándolo.

#### 21 de enero
Un escuadrón de la policía desalojó a los manifestantes en la Universidad Nacional de San Marcos por pedido de la casa de estudios. Esto se basó en el comunicado de la universidad, en el que se acusó a alrededor de 300 manifestantes de haber atacado a los agentes de seguridad del campus y de haber robado sus equipos de seguridad y chalecos. Según se detalló, la intervención se realizó en el marco del estado de emergencia. Se reportó la detención de los manifestantes.
Por otra parte, 400 turistas que quedaron varados en Machu Picchu fueron evacuados por la policía. Se reportó el bloqueo de vías en 11 regiones. Se reportaron nuevas víctimas, siendo una de ellas asesinada por los manifestantes por negarse a pagar cupo para poder atravesar la carretera bloqueada. Además, la comisaría de Ilave, que se encontraba abandonada, fue incendiada por los manifestantes y se registraron ataques a los aeropuertos de Cusco, Arequipa y Puno.

#### 22 de enero
Un grupo de manifestantes atacó la comisaría de El Triunfo en La Joya (Arequipa) produciéndose un cruento enfrentamiento. Los manifestantes tomaron de rehén a un policía para pedir la liberación de los manifestantes que habían sido detenidos por la policía. El encargado de la negociación fue un sacerdote, quien habría evitado que algunas personas intentaran rociar con gasolina y quemar vivo al policía. Finalmente, se supo que la intención de los manifestantes era incendiar la comisaría.
En Ica, debido a los bloqueos, diversos buses optaron por transitar por el desierto reportándose que algunos de los vehículos quedaron atrapados en la arena. En la provincia de Yunguyo (Puno), cerca de la frontera con Bolivia, vándalos incendiaron los locales de Migraciones, Aduanas Senasa, Policía Judicial y un puesto fronterizo policial. La ministra de vivienda, Hania Pérez, fue atacada y rechazada por manifestantes en Piura.

#### 23 de enero
Se reportó que, producto de los bloqueos de vías en Ica, un 60 % de agencias de viaje se reportaron en quiebra. En el mismo departamento, en el distrito de Salas y Santiago, se reportó el ataque a los fundos Agrovictoria, Natalia, Fraile y Agrolatina. Los vándalos robaron las pertenencias e incendiaron las casetas de seguridad, además de amenazar a los trabajadores. Ese hecho fue condenado por el Ministerio de Desarrollo Agrario y Riego.
Se reportaron bloqueos en 74 puntos de 10 regiones del país. En Junín, en acuerdo con la policía, los manifestantes liberaron la vía Pichanaqui-Satipo. Un grupo de manifestantes se movilizó por el Mercado Mayorista de Santa Anita en Lima.
La Confederación General de Trabajadores del Perú (CGTP), gremios universitarios y otras organizaciones convocaron a una gran marcha nacional para el día siguiente.

#### Gran marcha nacional del 24 de enero
La policía intentó desalojar a los manifestantes en el kilómetro 290 del sector de Expansión Urbana, Ica. Aunque un grupo de pobladores ayudó a despejar la carretera a la policía, los manifestantes retomaron el control y los hizo retroceder. Se reportó que los manifestantes contaban con piedras y palos. Por otro lado, se reportó que los manifestantes de Atuncolla, Puno, acordaron radicalizar las protestas y cerrar las vías de acceso y salida que conectan con los distritos de Caracoto, Cabana, Vilque, Tiquillaca, Paucarcolla y Huata. A la vez, se reportó la llegada de 500 miembros del ejército peruano, provenientes de cuarteles de Moquegua y Tacna a Puno, se indicó que estos efectivos serían distribuidos a zonas críticas de la región.
Alrededor de 200 manifestantes bloquearon la Panamericana Sur a la altura de Cerro Azul, obstruyendo la entrada y salida a la capital, sin embargo la vía fue liberada a tempranas horas del día siguiente por la PNP.

#### 25 de enero
EsSalud y la Fuerza Aérea del Perú (FAP) acordaron establecer un «puente aéreo» para abastecer de medicamentos y productos sanitarios a la red asistencial de EsSalud en Arequipa.

##### Enfrentamientos en la Panamericana Sur
Se produjeron violentos enfrentamientos en el kilómetro 290 del sector Expansión Urbana y en el kilómetro 263 del sector Barrio Chino de la Panamericana Sur en Ica. La vía había sido bloqueada con bloques de concreto por seis días consecutivos, la policía desplegó alrededor de 1500 efectivos de la Dinoes y otras unidades para el desalojo de los manifestantes, durante la tarde, la policía pudo desbloquear el tramo. Resultaron heridos 57 policías (47 en Barrio Chino y 10 en La Expansión), mientras que en Barrio Chino, un suboficial PNP fue retenido y golpeado salvajemente por un grupo de vándalos. Múltiples manifestantes también fueron heridos, pero se niegan a acudir a centros de salud por temor a ser detenidos.
A los días siguientes, la vía volvió a ser bloqueada, mientras que algunos detenidos correspondieron a internados en el penal Cristo Rey de Cachciche. Más adelante, para julio de ese año, el primer detenido fue liberado por falta de pruebas.

#### 26 de enero
El Centro Nacional de Abastecimiento de Recursos Estratégicos en Salud (CENARES) hizo un llamado a los manifestantes para que dejen pasar un camión cisterna de oxígeno medicinal para el Hospital Regional de Ica.

Cerca de 100 manifestantes bloquearon la Carretera Central, en el kilómetro 145 en el sector de Pucará. En Tacna, un grupo de manifestantes bloquearon la frontera con Chile. En Loreto, 200 manifestantes awajun tomaron las instalaciones del Estación 5 del Oleoducto Norperuano. En Puno, militares y vehículos blindados despejaron la carretera de Laraqueri y se dirigieron al cuartel Manco Cápac en la ciudad de Puno. En Madre de Dios, el personal del hospital de Santa Rosa alertó de la escasez de gas para preparar alimentos para los pacientes internados en el hospital. En esa misma región, los manifestantes quemaron motos cerca al gobierno regional e intentaron tomar la sede del gobierno regional luego de enterarse de la visita del Premier Otárola. Se publicó un comunicado conjunto del Ministerio del Defensa y del Ministerio del Interior:

1. Como es de conocimiento público, diversas carreteras del país permanecen bloqueadas, en un acto ilegal contra la libertad de tránsito, la cual constituye un derecho fundamental, reconocido en nuestra Constitución Política, y que garantiza la facultad de toda persona para transitar por el territorio nacional.
2. El Código Penal, en su artículo 200°, tipifica como delito de extorsión a quienes “con violencia o amenaza, toman locales, obstaculizan vías de comunicación, impiden el libre tránsito o perturban el normal funcionamiento de servicios públicos”, y establece como sanción entre 5 y 10 años de pena privativa de la libertad.
3. Hasta la fecha, diez peruanos inocentes han perdido la vida como consecuencia de este acto ilegal...
4. El derecho a la protesta no faculta la obstaculización de vías, ni mucho menos puede superponerse al derecho a la vida de aquellas personas que requieren ser trasladadas para recibir tratamientos delicados como el oncológico, o que necesitan que llegue a sus regiones oxígeno y medicinas.
5. El bloqueo de carreteras ha ocasionado, además, escasez y alzas en los precios de alimentos de primera necesidad y combustible. En algunas regiones, incluso, está poniendo en riesgo el suministro de agua potable, lo cual afecta principalmente a las y los peruanos más pobres.
6. Ante esta situación, la Policía Nacional del Perú, con el apoyo de las Fuerzas Armadas, efectuará el desbloqueo de las carreteras de la Red Vial Nacional que se encuentran declaradas en estado de emergencia, en virtud al artículo 2 del Decreto Supremo 009-2023-PCM.
7. Hacemos un llamado a quienes persisten en estas medidas ilegales a desistir de ello, permitir el desbloqueo pacífico de las vías y evitar enfrentamientos con las Fuerzas del Orden, que actuarán en defensa de la legalidad, en el marco del artículo 137 de la Constitución, los Decretos Legislativos 1186 y 1095, y otras normas vigentes.

### Desbloqueo de carreteras

#### 27 de enero
La Sutrán informó que se registraron bloqueos en 8 regiones. El director de salud de La Oroya confirmó la muerte de un paciente por el bloqueo de carreteras en la Carretera Central. Ante la llegada del ejército y la policía, manifestantes liberaron de forma pacífica, un tramo de la carretera que conduce a Arequipa.
Se reportó enfrentamientos en Puerto Maldonado (Madre de Dios), incluso un policía fue retenido y desnudado por los manifestantes. Un grupo de vándalos atacaron la casa del gobernador regional de Madre de Dios con piedras y otros objetos, su intención fue la de incendiar la casa en represalia del posible apoyo con el primer ministro. El gobernador se defendió disparando al aire con un fusil desde una de las ventanas.

##### Reconsideración de adelanto de elecciones
La presidenta Dina Boluarte en una reunión se manifestó a favor del debate de adelanto de elecciones al 2023, además, criticó a las facciones de izquierda por condicionar el adelanto de elecciones para la instauración de una asamblea constituyente. En el congreso se debatió la propuesta de adelanto de elecciones para octubre de 2023 presentada por Hernando Guerra García, congresista de Fuerza Popular y presidente de la Comisión de Constitución. Se votó a favor de la reconsideración de las elecciones de 2024 en favor de la propuesta de Guerra García. Las bancadas de izquierda insistieron, por otra parte, que también se debía realizar la consulta para una asamblea constituyente. El congreso rechazó la reconsideración de adelanto de elecciones. Los votos fueron los siguientes:
|                          | En contra | A favor | Abstención |
| ------------------------ | --------- | ------- | ---------- |
| Perú Libre               | 14        | 0       | 0          |
| Perú Bicentenario        | 5         | 0       | 0          |
| Renovación Popular       | 9         | 0       | 0          |
| Bloque Magisterial       | 8         | 0       | 1          |
| Avanza País              | 8         | 0       | 0          |
| Acción Popular           | 8         | 3       | 0          |
| Alianza para el Progreso | 1         | 6       | 0          |
| Fuerza Popular           | 1         | 19      | 0          |
| Podemos Perú             | 2         | 3       | 1          |
| Somos Perú               | 3         | 3       | 0          |
| Perú Democrático         | 3         | 1       | 0          |
| Cambio Democrático-JPP   | 0         | 5       | 0          |
| No agrupados             | 3         | 5       | 0          |
| TOTAL                    | 65        | 45      | 2          |

En total, los votos en contra sumaron 65 votos contra 45 a favor y 2 abstenciones (del Bloque Magisterial y Podemos Perú, respectivamente).

#### 28 de enero
La policía liberó sin altercados la carretera central en Junín y la vía Federico Basadre en Ucayali. Se reportaron violentos enfrentamientos en el centro de Lima. Un grupo de manifestantes causaron daños en la Corte Superior de Justicia de Lima. Productos de los enfrentamientos se registró la muerte de Víctor Santisteban Yacsavilca. Inicialmente se difundió la versión de que su muerte fue producto de los disparos de la policía; sin embargo, EsSalud sacó un comunicado informando que la muerte de Santisteban se debió a una "herida contuso cortante en región retroauricular derecha (detrás de la oreja) producto de un golpe". Según se detalló, el golpe fue originado por una bomba lacrimógena.

#### 29 de enero
Dina Boluarte dio un nuevo mensaje a la nación para promover al Congreso un adelanto de elecciones.

#### 30 de enero
El ejército junto a la policía nacional liberaron pacíficamente los sectores Barrio Chino, Expansión Urbana y El Álamo de la Panamericana Sur en Ica. Un ciudadano boliviano de nombre Luis Fernando Aróstegui Ramos fue intervenido cuando llevaba víveres en su camioneta para los manifestantes de Barrio Chino. Aunque el vehículo de Aróstegui contaba con el permiso de la SUNAT para transitar por el Perú, no tenía SOAT ni permiso para usar lunas polarizadas.
El gobernador de Huancavelica manifestó que los manifestantes tomaron el nombre de la nación chopcca y que no había visto a los verdaderos dirigentes en el bloqueo de carreteras. Por otro lado, el ex consejero regional de Apurímac, Emerson Huashua Cahuana, solicitó la intervención de las fuerzas armadas bolivianas en el Perú.

#### 31 de enero
Un grupo de manifestantes intentó llegar hasta el aeropuerto Jorge Chávez. Entre los manifestantes del aeropuerto fue capturada Yaneth Navarro Flores, asignada como amiga de Pedro Castillo, luego de revelarse que había intentado financiar la estancia de los manifestantes. El caso suscitó controversia debido a la estrategia de criminalización empleada, ya que Navarro fue sentenciada a 30 meses de prisión preventiva.
Además, participaron otras mujeres como Maritza Sánchez, exasistente de Dina Boluarte. Este suceso sería relevante para la Policía como parte de una estrategia para denunciar a Sánchez por oponerse a la elección de la asumida presidenta.
En el distrito de Huanta (Cusco), un grupo de manifestantes atacó vehículos que transitaban y azuzaba a los comerciantes a unirse a las marchas. Se detuvo a cinco manifestantes encontrándose entre sus pertenencias hondas y piedras.

#### 1 de febrero
Unos 300 comuneros bloquearon nuevamente la carretera central en el sector de Morococha (Tramo Lima-La Oroya) y la carretera Marginal de Pichanaqui. En Huancayo, numerosos piquetes de manifestantes recorrieron varios puntos de la ciudad, cerrando negocios locales, al final se congregaron en la avenida Ferrocarril en el centro de la ciudad, por otro lado el Comando Unitario de Lucha de Junín anunció un paro general indefinido denominado «La toma de La Oroya» prevista para el día siguiente. Otro grupo de agricultores de la cuenca del río Cunas de Chupaca bloquearon con tractores el puente La Breña, principal vía de ingreso a Huancayo, aunque lo liberaron horas después. En Cajamarca, Federación Provincial de Rondas Campesinas de Chota, anunció su adhesión a las movilizaciones proyectadas por diversas organizaciones y colectivos para el 9 de febrero.
En votación, el Congreso de la República rechazó el adelanto de elecciones para este año 2023. Los votos fueron los siguientes:
|                          | En contra | A favor | Abstención |
| ------------------------ | --------- | ------- | ---------- |
| Perú Libre               | 15        | 0       | 0          |
| Perú Bicentenario        | 5         | 1       | 0          |
| Renovación Popular       | 8         | 0       | 1          |
| Bloque Magisterial       | 8         | 0       | 0          |
| Avanza País              | 4         | 4       | 0          |
| Acción Popular           | 10        | 4       | 0          |
| Alianza para el Progreso | 0         | 11      | 0          |
| Fuerza Popular           | 2         | 20      | 0          |
| Podemos Perú             | 1         | 6       | 0          |
| Somos Perú               | 3         | 3       | 0          |
| Perú Democrático         | 5         | 0       | 0          |
| Cambio Democrático-JPP   | 4         | 0       | 0          |
| No agrupados             | 3         | 5       | 1          |
| TOTAL                    | 68        | 54      | 2          |

#### 2 de febrero
Un sector de la carretera central fue bloqueada por encargo de Comando Unitario de Lucha de Junín como parte de «la Toma de La Oroya». Un grupo de manifestantes en Cusco llegó hasta la avenida cercana al aeropuerto Velasco Astete. En Lima, un grupo de manifestantes realizaron plantones en las sedes de América TV, Canal N, Latina y TV Perú.
El congreso rechazó una propuesta de Perú Libre de adelanto de elecciones para julio de 2023 que incluía una consulta sobre asamblea constituyente. Los votos en contra fueron 75, 48 a favor y 1 abstención. La policía decomisó un grupo de escudos con la inscripción BOYKA, ya que interpretaba a las siglas como «Boluarte, Otárola y Keiko asesinos». La interpretación dada por la policía recibió diversas críticas y burlas.
Dirigentes del norte y oriente peruano anunciaron un paro macrorregional y los siguientes puntos:
1. Renuncia de Dina Boluarte
2. Cierre del congreso
3. Anulación del estado de emergencia
4. Libertad para Pedro Castillo
5. Convocatoria para una asamblea constituyente

Además de la formación de un comando unitario macrorregional del norte, el impulso de la formación de asambleas populares y comandos unitarios "en todos los distritos, provincias y regiones", la participación en el paro convocado por la CGTP el 9 de febrero; conformar, junto a diversas organizaciones, un comando nacional unitario que convoque a una «asamblea nacional popular» y unifique las protestas.

#### 3 de febrero
Un grupo de protestas se concentraron en el puente Atocongo, haciendo un recorrido por la Panamericana Sur. Un grupo de manifestantes fueron atacados por el grupo de extrema derecha La Resistencia. Por otro lado, agentes de la PNP desbloquearon pacíficamente la carretera central a la altura de Morococha, Junín. En Arequipa, los comerciantes de la plataforma Andrés Avelino Cáceres realizaron manifestaciones en contra de Dina Boluarte.
El debate para adelanto de elecciones fue postergada por el congreso para agosto de 2023.

#### 4 de febrero
Un grupo de manifestantes marcharon hacia el centro de Lima. Esto como parte de la marcha denominada "Gran Marcha de los Conos" de Lima, convocada con anterioridad. La marcha fue denominada como de «todas las sangres» y se registró un enfrentamiento entre manifestantes y la policía. La CGTP convocó un paro para el 9 de febrero.

#### 5 de febrero
El gobierno decretó el estado de emergencia en 7 regiones del país: Madre de Dios, Cusco, Puno, Apurímac, Arequipa, Moquegua y Tacna. EsSalud, a través de un comunicado, denunció que manifestantes habían agredido a su personal y dañado las instalaciones del Hospital de Emergencias Grau. Evo Morales, por su lado, declaró que se realizaría una reunión de la Runasur en Perú «de acá a poco tiempo para compartir experiencias de lucha», rechazando, a la vez, las acusaciones de injerencia para promover las protestas.

#### 6 de febrero
El ministerio del interior habilitó un canal de denuncia a apologistas por terrorismo en redes sociales, anuncios que generó críticas. Además, la policía despejó la Panamericana sur que había sido ocupada por los manifestantes. Se reportó que, desde más de un mes, más de 70 puntos bloqueados de acceso se encontraban bloqueados por los manifestantes. El gobierno regional de Moquegua rechazó la implementación del estado de emergencia. El Fredepa anunció un paro indefinido en Ayacucho.
La CGTP y el SUTEP convocaron nuevas manifestaciones para el 9 de febrero. Por otra parte, delegaciones del norte y oriente peruano anunciaron su adhesión a la marcha del 9 de febrero. Entre estas están el Comando Unitario Lambayeque, el Frente Agrario Departamental de Áncash (FADA), la Confederación General de Trabajadores del Perú (CGTP) Lambayeque, el Frente de Defensa de Cajamarca, el Comité de Lucha Chao-Virú, el Frente de Defensa de La Libertad, la Central Única de Rondas Campesinas del Perú (Cunarp), entre otras. En La Oroya un manifestante manifestó que, si en Lima no se hacía caso a las demandas, se «iba a tomar las fuentes principales como son el agua y la parte eléctrica... vamos a tener que bajar... a cerrar toda la fuente de agua, si es que no hacen caso... vamos a tomar la fuente de lo que es la electricidad. Eso es lo que estamos planteando acá».

#### 7 de febrero
La presidenta Dina Boluarte declaró: «Con respecto a mi renuncia, no es la gran mayoría quien lo pide, es un grupo que están generando las protestas».
Manifestantes pertenecientes al Fredepa bloquearon en Ayacucho el tránsito vehicular. La Asociación de Transportistas Urbanos de Ayacucho solicitó al FREDEPA que los dejen trabajar. Por otra parte, la Misión de Solidaridad Internacional y Derechos Humanos, conformada por militantes de izquierda, partió de Argentina hacia Perú.

#### 8 de febrero
La Asociación Nacional Pyme Perú rechazó unirse a la convocatoria de paro convocada por la CGTP. El ministerio de trabajo declaró que la huelga convocada era improcedente por ignorar las medidas de comunicación con los trabajadores del sindicato. La Asociación de Empresarios Inmobiliarios del Perú y la Federación de Trabajadores de Construcción Civil anunciaron que no acatarían la huelga de la CGTP. 
El jefe del Comando Conjunto de las Fuerzas Armadas, Manuel Gómez de la Torre, anunció que, debido a la declaratoria de estado de emergencia, esperaban desbloquear las carreteras tomadas por los manifestantes. Se reportó que los servicios del tren hacia Machu Picchu se estaban reanudando progresivamente.
Por otra parte, el presidente de la Asociación de Bodegueros del Perú, Andrés Choy, denunció que los comerciantes del sur del país eran amenazados y extorsionados por los manifestantes y que les piden dinero como una forma de «colaboración para la lucha».
Un grupo de manifestantes bloquearon las calles en Juliaca impidiendo el transporte. Se reportó, además, que un grupo de manifestantes en Juliaca estaban realizando plantones en las centrales eléctricas.

#### 9 de febrero
Se produjeron manifestaciones en Lima, Cusco y Arequipa, se reportó el bloqueo de vías en Tacna y Arequipa. En Arequipa, un dirigente de la CGTP de Pucallpa, Ernesto Tapia, fue detenido por la policía. La CGTP denunció que fue detenido de manera arbitraria. Por otra parte, Richard Velásquez, presidente de Apemtur, aseguró que más de 150 mil personas quedaron sin empleo en Cusco por las protestas.
En Juliaca, Puno, manifestantes intentaron tomar el aeropuerto, se reportó enfrentamientos con la policía. Un video grabado en Tacna se hizo viral cuando una mujer al intentar despejar las vías fue increpada por un hombre que decía que debía haber muertos en Tacna para recrudecer las marchas.

## Fase 4: Disminución de las protestas
Con los sucesos posteriores, las marchas perdieron intensidad y los enfrentamientos fueron reduciéndose a determinadas zonas como Puno. Con el carnaval de Cajamarca el CGTP acordó suspender las protestas temporalmente, además que Comité de Turismo de la Cámara de Comercio y la Producción de Cajamarca rechazó muestras de paralización. Algunas ciudades como Cusco, Cajamarca y Huancayo, recurrieron a mojar policías.

### 10 de febrero
Se informó de la muerte de un manifestante en Apurímac y de que una mujer habría participado con un grupo de manifestantes en Puno, siendo condenada por el Poder Judicial a cinco años de prisión suspendida. Por otro lado, la Defensoría del Pueblo negó que hayan invitado a los integrantes de la Misión de Solidaridad Internacional y Derechos Humanos. El dirigente Ydelso Hernández anunció que «no es posible que estemos alegrándonos en los carnavales [de Cajamarca] cuando tenemos un charco de sangre por este gobierno. Por ello acordamos que nos vamos a un paro macro regional los días 17, 18, 19 y 20 de febrero». En esta fecha se formaliza un nuevo frente, el Comando Unitario Macrorregional del Norte.

### 11 de febrero
En Madre de Dios, las fuerzas del orden lograron desbloquear la carretera interoceánica. Además, se declaró zona intangible el centro de Lima. En Apurímac, un policía que se encontraba retenido por los manifestantes en Huancabamba fue liberado. Presentaba heridas en el rostro.
La Misión de Solidaridad Internacional y Derechos Humanos, conformada por diversos referentes de izquierda, llegó a Ayacucho. Por su parte, los políticos bolivianos afirmaron que tenían documentación que demostraba que Evo Morales había enviado armamento que habría sido utilizado por los manifestantes. Según reportó Infobae, los intentos de los políticos bolivianos de contactar con políticos peruanos de oposición no tuvieron éxito.

### 12 de febrero
La Misión de Solidaridad Internacional y Derechos Humanos, en un informe preliminar, sostuvo que se dio tratamiento de guerra y se violaron los derechos humanos en Juliaca. Keiko Fujimori, en una reunión en Piura, se mostró de acuerdo con el adelanto de elecciones y afirmó que no iba a postular a la presidencia:
Hoy defiendo y creo que nuestro país merece ir a un adelanto de elecciones para salir de esta crisis. Teniendo toda la posibilidad de ser candidata, creo también que debo esperar, yo no voy a ser un factor más o una excusa de los "rojos" para que me sigan echando la culpa.
Se informó de la liberación de la carretera que une Ayacucho con Abancay. El ministro de educación informó que las clases iniciarían el 13 de marzo.

### 13 de febrero
Se registró una marcha en Lima. Se informó del bloqueo de vías en cinco regiones, entre ellas Piura. La presidenta Dina Boluarte afirmó que Perú era una «democracia frágil» que debía reforzarse y que las protestas no eran pacíficas porque «salen con palos, huaracas y piedras, que también son proyectiles que causan daños». También dijo que no todos los manifestantes marchaban de manera pacífica y que había policías heridos de gravedad.

### 14 de febrero
El oficialismo informó de que las protestas en Perú afectaban ya al 6.6 % del territorio nacional, concentrándose en Puno. El estado de emergencia fue prorrogado 30 días más. Mientras tanto, el Congreso declaró al presidente de Colombia, Gustavo Petro, de persona no grata por comparar la policía nacional con nazis. Keiko Fujimori le solicitó a Petro que «no [metiera] su nariz roja en el Perú».

### 15 de febrero
La Misión de Solidaridad Internacional y Derechos Humanos presentó un informe en el que se definió como crímenes de lesa humanidad las acciones del Estado peruano. El Ministerio de Relaciones Exteriores de Perú rechazó el informe y señaló que la referida misión no era ninguna delegación oficial o gubernamental y que presumiblemente habían ingresado en el país en calidad de turistas.
Por otro lado, como parte de la ronda de diálogo, Keiko Fujimori se reunió con la presidenta Dina Boluarte. De forma previa, la presidenta se reunió con representantes de Somos Perú.

### 16 de febrero
Como parte de la ronda de diálogo, la presidenta Dina Boluarte se reunió con César Acuña. Se reportó el bloqueo de vías en 2 regiones. Por otro lado, Amnistía Internacional acusó al Estado peruano de reprimir con un «marcado sesgo racista» contra "poblaciones que históricamente han sido discriminadas".
Como represalia por viajar a Lima y reunirse con autoridades Rondas Campesinas de San Antón, en Puno, castigaron al alcalde del distrito y lo obligaron a arrodillarse y pedir perdón ante los pobladores locales.

### 17 de febrero
La Asamblea Nacional de Gobiernos Regionales (ANGR) envió un comunicado a la presidenta Dina Boluarte para que se rectificara por sus «erróneas apreciaciones, percepciones y falsas imputaciones» al declarar que «los gobernadores y alcaldes han sido recientemente elegidos, pero si van a seguir con esa retórica de querer cerrar carreteras, azuzar a la población de su región y no trabajar con el Ejecutivo, ¿cuál va a ser la respuesta?».

### 18 de febrero
Dina Boluarte criticó a Petro, tras ser declarado persona no grata por el Congreso, y le instó a gobernar Colombia que «sus calles se están llenando de protestas». Debido a la convocatoria de protestas en el norte peruano por parte de la asamblea del 2 de febrero, la comisaría de Chao fue protegida con barricada ante posibles ataques. Se reportaron algunas protestas comandadas por el Comando Unitario de Lucha de Bambamarca y el Frente de Defensa de Hualgayoc, en Cajamarca. En Arequipa, se convocó a una marcha para el 20 de febrero.
Ante el informe de Amnistía Internacional, el gobierno peruano respondió que «es categórico al afirmar que en el Perú no existe una política de violación masiva y sistemática de los derechos humanos ni lo que han denominado un "racismo sistémico" en el actuar de las distintas autoridades».

### 19 de febrero
Se difundió un vídeo en redes sociales donde un grupo de manifestantes atacan a un camionero y lo amenazan con quemarlo en medio de insultos. Se anunció que el gobierno daría 50 000 soles a las familias de los fallecidos en protestas más 25 000 a los heridos de gravedad.

### 20 de febrero
Miles de aimaras anunciaron en Puno una «guerra civil» si el gobierno enviaba militares a Puno. Además, anunciaron la campaña «Volveremos y seremos millones» donde viajarían a Lima para manifestarse. Se reportó el bloqueo de vías en la región de Puno y la destrucción de las instalaciones de piscifactorías de los Andes. Se observó escasa participación en las protestas convocadas para el 20 de febrero en Arequipa, ya que la ciudadanía priorizó ir a trabajar. Además, se actualizó el reglamento aprobado por Pedro Castillo, en el que se manifestaba que el personal militar «en caso de peligro inminente o de muerte o lesiones graves, propio o de otras personas, cuando sean atacadas con un objeto contundente, arma blanca y/o arma de fuego, y de incrementar el nivel de resistencia del intervenido, se procederá al uso del arma de fuego en la zona del cuerpo donde se controle la acción letal».
Por otro lado, la presidenta Dina Boluarte se reunió con representantes de Acción Popular. El ministerio de justicia anunció un apoyo a las familias de las personas fallecidas y heridas durante las protestas. El político Mauricio Mulder perteneciente al Partido Aprista Peruano se manifestó de acuerdo con un adelanto de elecciones generales.

### 21 de febrero
Se registraron bloqueos en las vías de dos regiones, con un total de 37 puntos con tránsito interrumpido, según la SUTRAN. Ante las acusaciones de militarizar Puno, el ministro de defensa, Jorge Chávez Cresta, negó esto y afirmó que "se está estableciendo el Estado de derecho, y lo que se está llevando a cabo es desbloquear los puntos que han sido bloqueados en cada una de las situaciones».
Por otro lado, Aníbal Torres junto a Héctor Béjar y Duberlí Rodríguez dieron una charla en la Facultad de Ciencias Sociales de la Universidad San Marcos llamada «Crisis política y propuestas de solución». En dicha charla, Rodríguez llamó a quemar la constitución. Además, Aníbal Torres calificó de «pocilga» al sistema judicial, y de «marino de desagüe» al congresista Jorge Montoya. Torres, también, pidió la liberación de Pedro Castillo asegurando que su vacancia no tenía validez.

### 22 de febrero
En Cusco, cinco de los principales mercados decidieron no acatar el paro. La SUTRAN informó la presencia de bloqueos de vías en dos regiones del país (Puno y Cusco). La Defensoría del Pueblo comunicó que diversas organizaciones han convocado manifestaciones para el 23 de febrero en Huancayo. Asimismo, se coordinó un presunto bloqueo de vías en Espinar y la toma de instalaciones en La Convención, sin fecha definida, así como concentraciones en rechazo a las paralizaciones el 25 de febrero en Ayacucho.

### 23 de febrero
Se informó de la convocatoria a una nueva «Toma de Lima» (la segunda de 2023, la quinta en total). La convocatoria fue realizada por Edgar Chura Mamani. Como parte de la convocatoria, se planteó en una reunión movilizaciones desde el 25 de febrero hasta el 1 de marzo, fecha central. La policía, a través de un documento, reportó que diversas organizaciones de Puno viajarían a Lima «muy probablemente» para reunirse con integrantes de diferentes grupos gremiales y colectivos de «izquierda radical». La policía advirtió que esto «buscaría coordinar actos vandálicos en la ciudad capital, para atentar y/o destruir instalaciones estratégicas, activos críticos nacionales».
Por otro lado, ocurrieron hechos varios. El ministro de Asuntos Exteriores de España, acatando el pedido de Amnistía Internacional, informó de la suspensión de la venta de equipos antidisturbios a la policía de Perú. El Jurado Nacional de Elecciones determinó que la propuesta de referéndum para una asamblea constituyente era inviable. Se informó, además, de un proyecto de ley para endurecer las penas por delitos cometidos en estado de emergencia.

### 24 de febrero
La SUTRAN informó de bloqueos de vías en Puno. Dina Boluarte, por su parte, informó que viajaría a Puno para entablar conversaciones. Mientras tanto, se reportó manifestaciones en Puno. Ante el inicio de clases, comerciantes de Puno propusieron que se permita el comercio los días sábado, domingo y lunes. A través de redes sociales, un grupo de personas convocó a una reunión en Juliaca para pedir el levantamiento del paro porque no tenían dinero para el alquiler de sus puestos de venta en los mercados. La reunión fue frustrada violentamente por manifestantes quienes gritaban a los que se reunieron como "fujimoristas", "traidores" y "vendidos".

Sobre las nuevas manifestaciones, la presidenta Dina Boluarte declaró:
Quizá la gran mayoría de hermanos y hermanas de Puno que salen a las protestas creen que están marchando porque están reclamando más agua, más desagüe, más colegios, más hospitales. Pero los que están en ese poquito grupo radical, violento, que quiere convertir en una anarquía la región Puno están pidiendo que se cierre el Congreso. Pero yo no puedo cerrar el Congreso... Están pidiendo Asamblea Constituyente y yo no puedo hacer una Asamblea Constituyente. Están pidiendo que libere al expresidente Pedro Castillo y yo no puedo liberarlo. Están pidiendo adelanto de elecciones y nosotros hemos propuesto hasta en dos oportunidades iniciativas legislativas en el Congreso para que debatan ese tema. Están pidiendo mi renuncia y yo les pregunto a este grupo violentista y a algunos líderes por allí: ¿Con mi renuncia qué ganan? No se gana nada y no es mi alternativa renunciar.

### 25 de febrero
El Comité Nacional de Lucha Unificado del Perú (CONULP) convocó a un paro nacional indefinido denominada como la "Segunda Toma de Lima" a partir del 1 de marzo de 2023. A través de un pronunciamiento, el CONULP anunció los siguientes acuerdos:

1) CONVOCAR A PARO NACIONAL INDEFINIDO...
2) Ratificar los puntos centrales de la plataforma de lucha: RENUNCIA DE LA USURPADORA Y ASESINA DINA BOLUARTE, CIERRE DEL CONGRESO GOLPISTA y ASAMBLEA POPULAR CONSTITUYENTE.
3) Exigimos a los congresistas que están en contra de la dictadura que ABANDONEN INMEDIATAMENTE SUS CURULES...
4) Convocamos a todos los contingentes de las regiones del Perú a constituirse nuevamente en Lima... y bajo la coordinación del CONULP.
5) Llamamos a todas las fuerzas democráticas y sociales del país... a organizarse y participar del PARO NACIONAL INDEFINIDO...
6) Denunciamos públicamente a aquellos gobernadores y alcaldes que... se atribuyen ser los interlocutores de DINA BOLUARTE y vienen estableciendo mesas de diálogo...
7) Nuestro agradecimiento a los gobiernos de los países que han desconocido a la usurpadora Dina Boluarte
8) Reconocemos y respaldamos el gran trabajo que viene realizando la prensa popular y alternativa...

Según reportó la revista Caretas, tanto el CONULP como el Comité Nacional de Lucha de las Regiones han entrado en disputas sobre el liderazgo de las manifestaciones y la convocatoria a próximas movilizaciones. Por otra parte, el FENATEP, sindicato de maestros fundado por Castillo, solicitó al CONULP su incorporación. En una reunión, el FENATEP denunció los "actos de traición" de la CGTP y el SUTEP (Patria Roja) porque "rompieron la movilización". Además, se coordinó el impulso de la asamblea constituyente y se denunció a los miembros del Bloque Magisterial calificándolos de "traidores".
El Gobierno mexicano lamentó la retirada del embajador en Perú, tras la acusación de intromisión en asuntos internos del país por parte del presidente mexicano López Obrador. Por otra parte, Dina Boluarte solicitó declarar por vía virtual a la fiscalía en las investigaciones sobre las muertes producidas en las manifestaciones. En un comunicado del Poder Ejecutivo manifestó que "a Presidenta de la República no pidió reprogramación para declarar ante el Ministerio Público. En las dos fechas programadas por la Fiscalía se solicitó que las diligencias sean realizadas vía virtual y no se obtuvo respuesta".

### 26 de febrero
Se reportó que diversos pobladores de las provincias de Puno planeaban viajar a Lima para participar en la "segunda Toma de Lima", además de bloqueos en dicha región. Un grupo de manifestantes de izquierda protestaron frente a la casa de la congresista Adriana Tudela portando ataúdes negros y profiriendo agresiones verbales.
Una encuesta del Instituto de Estudios Peruanos (IEP) mostró que un 58 % de los encuestados estaba identificados con las manifestaciones. La desaprobación del congreso llegó a un 90%, un 73 % de los encuestados consideran que Boluarte debía renunciar a la presidencia. Además, el nivel de aprobación de Boluarte alcanzó el 77 %. La encuesta de IEP tuvo una muestra de 1201 entrevistados a nivel nacional.

### 27 de febrero
Integrantes del grupo de extrema derecha La Resistencia agredieron a periodistas de Panamericana Televisión y de TV Perú, cuando cubrían una conferencia de la Coordinadora Nacional de Derechos Humanos (CNDDHH). Miembros de este grupo también vandalizaron el local de la CNDDHH. Por otro lado, se reportó el bloqueo de vías en Puno. El ministerio de defensa informó el desbloqueo de la carretera Puno-Arequipa.

### 28 de febrero
El premier Otárola mencionó que «no va a haber ninguna Toma de Lima», esto tras el anuncio del CONULP, e instió que la policía iba a actuar «respetando la vida y los derechos fundamentales". La congresista de Cambio Democrático-JP, Ruth Luque, presentó una denuncia por homicidio calificado y lesiones graves contra Dina Boluarte.
Por otro lado, se reportó el viaje de diversas delegaciones aimaras a Lima. El SUTEP Puno anunció su adhesión a las protestas convocadas.

## Fase 5: Nueva organización colectiva de las protestas
Desde marzo ya se hablaba de una otra posible «tercera Toma de Lima», cuyo nombre provisional fue «marcha rumbo a Lima». Dicho evento empezó a programarse el 6 de mayo durante una reunión de dirigentes de la Coordinadora Macrorregional del Sur en la ciudad de Yunguyo (Puno). Entre el 1 y 2 de julio, en el «Primer Encuentro Nacional de los Pueblos y Organizaciones del Perú» en el local de la Asociación Cabanista, en el distrito de Puente Piedra (Lima), alrededor de 800 dirigentes de todo el país pertenecientes a la Asamblea Nacional de los Pueblos (ANP), a la Confederación General de Trabajadores del Perú (CGTP), a la Central Única Nacional de Rondas Campesinas del Perú (Cunarc), a la Federación de Pueblos Jóvenes, así como también de la Coordinadora Macrorregional del Sur, Macro Norte, Macro Centro y organizaciones de construcción civil se reunieron en una asamblea nacional. En ella acordaron retomar las protestas contra Dina Boluarte y liderar la «tercera Toma de Lima» prevista para el 19 de julio, en honor al paro nacional de 1977.
Para unificar a otras facciones políticas y liderar la «tercera Toma de Lima» y acciones posteriores, los dirigentes crearon el Comando Nacional Unitario de Lucha (CNUL), organismo gremial compuesto de 20 dirigentes y 26 delegados de todo el país. El dirigente de la CGTP, Erwin Salazar, manifestó que tras el resultado de las cuatro mesas técnicas se aprobaron distintos planteamientos, uno de ellos fue la creación del Comando Nacional, el cual fue aprobado por unanimidad. Los dirigentes consideran que «el gobierno de Boluarte es dictatorial y carece de legitimidad ante un alto rechazo de la ciudadanía». La plataforma de lucha del Comando Nacional Unitario de Lucha es el siguiente:
1. Renuncia de la presidenta Dina Boluarte.
2. Cierre del Congreso de la República.
3. Elecciones generales.
4. Asamblea Constituyente para una nueva constitución política.
5. Liberación de todos los manifestantes detenidos desde el inicio de las protestas.
6. Sanción para los responsables de las muertes de civiles en las protestas.

Según Infobae, para mediados de julio las protestas están principalmente apoyadas por el Comité Nacional de Lucha Unificado del Perú (CONULP), el Comando Nacional Unitario de Lucha (CNUL) y el centro liberal de izquierdas y derechas. No obstante, los tres grupos en común comparten el adelanto de elecciones y las sanciones a los responsables de las muertes en la convulsión social.

### Participaciones
Al evento, la exministra del gobierno de Boluarte, Patricia Correa, anunció su presencia, seguidamente de Martín Vizcarra y los estudiantes de la Universidad Nacional de San Agustín y la Universidad Nacional Mayor de San Marcos. Además, se confirmó que el Partido Morado y la comunidad LGBT en el país participará en las protestas.
Por otro lado, la exministra Mirtha Vásquez apoyó las manifestaciones y solicitó al premier Alberto Otárola «invocar el respeto de los derechos fundamentales de la gente y defender las políticas democráticas en el país, no amenazar con el uso de la fuerza»; caso que igual declararon Mónica Sánchez y Renata Flores. Además, la actriz Tatiana Astengo fue muy tajante con las empresas, que denomina «marcas fachas», cuando «buscan ‘imagen blanca’ es decir, que no se expresen (en las movilizaciones)».

### Reacciones del gobierno
Ante nuevas manifestaciones, el gobierno de Dina Boluarte inició una campaña de desprestigio contra las protestas, en que el diario regional Los Andes denunció una subida de precios en los peajes que conectan Lima con el sur del país. Mientras tanto, Alberto Otárola minimizó las protestas bajo la excusa de un encuentro deportivo, cuyo resultado fue el apoyo del club involucrado Universitario de Deportes. Así mismo, se establecieron medidas para fortalecer sus fuerzas de seguridad al: destinar dinero a fuerzas policiales y militares, que incluye 540 fusiles; establecer puntos de control para identificar viajeros, y realizar pasacalles de simulación. A pesar de las críticas por las medidas arbitrarias de detención preliminar, que incluye a la detención de vehículos de transporte masivo desde el sur del país; en el dominical Cuarto poder, Óscar Arriola, jefe de la Dirincri, justificó estar contra la marcha por «porque se dan cuenta de que hay una instigación [...] quieren el autofinanciamiento».
Dentro de Lima, la municipalidad de Lima envió un comunicado alertando sin especificar ejemplos que «toda actividad o evento en la vía pública» debe contar con una «autorización de interferencia de vías», a causa de las declaraciones de una funcionaria al señalar que «no se ha recibido ninguna información ni pedido para esta marcha», cuyo centro histórico se encuentra prohibido de acceder excepto en la «marcha por la paz». Esta medida fue replicada también en Lima por la municipalidad de Miraflores al declarar zona restringida parte de su distrito, y la municipalidad de La Victoria.
Con el nuevo mensaje a la Nación de 18 julio, en que Boluarte animó a no conllevar a una «anarquía», dirigentes de Cusco y Puno denunciaron la estigmatización de las protestas en los eventos de julio de 2023. La Coordinadora Nacional de Derechos Humanos también criticó las medidas para deslegitimización.

### Manifestaciones en Estados Unidos
En septiembre de 2023, se registraron movilizaciones en Estados Unidos, ante la llegada de Boluarte a una sesión de Naciones Unidas.

## Consecuencias

### Fallecidos
Hasta el momento, por las protestas en 2023, se reporta la muerte de al menos, 35 civiles y un 1 policía. Según el primer ministro Alberto Otárola, parte de las muertes civiles ocurrieron por una legítima defensa policial tras intenciones de ocupar los aeropuertos, en que reconoció no existir una buena comunicación entre el gobierno y los manifestantes. También se incluyen fallecimientos por bloqueo de carreteras, en que Minsa pidió liberar el acceso de vías. Organizaciones de la sociedad civil, la Unión Europea y el Consejo de Derechos Humanos de la ONU rechazan el uso desproporcionado y excesivo de la fuerza. 
El 9 de enero fallecieron 17 civiles durante los enfrentamientos con la PNP en Juliaca Según el fiscal Jorge Chávez Cotrina, todos los civiles fallecidos en ese día fueron causadas por proyectiles de fuego. También se reportó la muerte de un policía por perpetradores sin identificar.
El 11 de enero, falleció Remo Candia Guevara, presidente de la comunidad Uninsaya Coyana de la Provincia de Anta, durante los enfrentamientos con la PNP en el Cusco.
El 12 de enero, falleció un adolescente de 15 años en Juliaca que se encontraba herido de gravedad producto del enfrentamiento del 9 de enero.
El 18 de enero, fallecieron Julia Carhuapoma y un neonato de 28 semanas tras el bloqueo de las carreteras desde el distrito de Virú. Por los enfrentamientos en Macusani (Puno) con la PNP, una mujer falleció por impacto de proyectil de arma de fuego.
El 19 de enero, se registró un nuevo fallecimiento de una persona herida en Macusani por el enfrentamiento del día anterior. Jorge Condori Arcana murió en enfrentamientos ocurridos en Arequipa. Además, cuatro haitianos fallecieron en el municipio peruano de Desaguadero por los bloqueos.
El 20 de enero, Héctor Vásquez Contreras (Puno), Celso de la Cruz Saavedra y Jesús Morales Vega (La Libertad) fueron asesinados en enfrentamientos.
El 27 de enero, falleció una persona producto de los bloqueos en la Carretera Central.
El 28 de enero, falleció Víctor Santisteban Yacsavilca en el Hospital Grau, tras la protesta en la Av. Abancay en Lima. Según las primeras declaraciones de un médico bridadista que lo atendió afirmó que fue por impacto de bala. Posteriormente EsSalud y Mininter, entidades del estado cambiaron su versión. Producto de un golpe (detrás de la oreja).
El 9 de febrero, falleció un joven en los enfrentamientos en Aymaraes (Apurimac).

### Suspensión de eventos
- El 10 de enero se anunció la suspensión de la presentación en Puno de la Fiesta de la Candelaria.[608][609] Además, se vistió de negro a la Virgen de Candelaria como muestra de respeto a las víctimas de las protestas.[610]
- El 17 de enero el Gobierno peruano anunció la suspensión de todos los eventos deportivos hasta el 23 de enero, debido a la falta de garantías policiales.[611][612]
- El 21 de enero se suspendieron cualquier visita turística a Machu Picchu de forma indefinida.[613]
- Figuras musicales como Agua Marina[614] y Daniela Darcourt[615] postergaron sus eventos de enero por solidaridad a las personas ante la situación.

### Desabastecimiento y crisis económica en regiones y ciudades
El Banco de Crédito del Perú reportó una reducción de producción tras el bloqueo, lo que conllevaría una reducción del producto bruto interno proyectado por el BCR. Dicho bloqueo es considerado por Infobae como la principal medida de protesta. La Asociación de Hoteles, Restaurantes y Afines solicitó al MEF para recurrir en la campaña Reactiva Perú y mantener a flote a las empresas del sector turismo. Posteriormente, el Departamento de Estudios Económicos del Scotiabank presentó que el crecimiento del PBI estuvo cerca del 0 %.
Debido al bloqueo del corredor minero de Perú de forma similar a lo ocurrido entre mayo y junio de 2022 en Las Bambas, se ha estudiado la crisis de producción de minería en sectores cercanas en las protestas, con el riesgo de perderse 10 mil puestos de trabajo según la Asociación de Contratistas Mineros del Perú. Víctor Góbitz, presidente de la Sociedad Nacional de Minería, Petróleo y Energía, advirtió que «las minas vinculadas a Cusco y Apurímac (Las Bambas, Constancia y Antapaccay) están operando, pero con dificultades».
El Ministerio de Economía y Finanzas reportó pérdidas generales de 1150 millones de soles para el 24 de enero, superando a las pérdidas por las protestas de diciembre de 2022. Para 21 de febrero, la cifra de pérdida incrementó a 2600 millones de soles.

## Impacto de las protestas

### Acusaciones de intervenciones extranjeras
La embajadora de Estados Unidos, Lisa Kenna, fue señalada por supuesta injerencia en la política peruana al expresar que le interesaba la seguridad de los peruanos durante la visita al nuevo alcalde de Lima Rafael López Aliaga. A la semana siguiente, luego de las muertes en la sierra del Perú, el presidente Joe Biden, nombró a una nueva embajadora de su país, Stephanie Syptak-Ramnath. El gobierno de los Estados Unidos reconoció «el derecho a la protesta pacífica y la expresión de quejas a través de canales democráticos, y hacemos un llamado a la calma, al diálogo y a que todas las partes ejerzan moderación y no violencia». Además, realizó llamados a realizar investigaciones sobre las muertes ocurridas, y perseguir a los involucrados en actos de vandalismo.
Evo Morales, y la Runasur, fueron acusados de realizar injerencia extranjera en el Perú al enviar emisarios y operadores políticos para azuzar las marchas. Según se conoció, Morales junto a doce operadores políticos, algunos exviceministros, ingresaron al Perú más de 20 veces y han tenido una alta actividad en regiones como Cusco, Arequipa y Puno. para difundir mensajes políticos y llamados a la violencia. De estos, se detalló que algunos ingresaron de manera irregular, algunos con visa de turista. Además, el partido Perú Libre recibió a uno de los promotores, el excanciller boliviano Fernando Huanacuni. Según se denunció, el objetivo del expresidente boliviano en el Perú era obtener acceso al mar para Bolivia. Por su lado, Morales declaró que la Runasur era un «proyecto de integración» y que los «grupos oligárquicos de la derecha en Perú tratan de amedrentarnos con mentiras y denuncias insostenibles». El analista político Luis Gonzales Posada señaló a Morales como uno de los responsables en la crisis del país, mientras que colectivos como la Unión Naval (conformado por marinos en situación de retiro) rechazaron la presencia del político boliviano.
Ante esto, la Superintendencia Nacional de Migraciones del Perú, dispuso impedir el ingreso de Morales y ocho operadores políticos. Posteriormente, el Congreso retiró la Medalla de Honor entregado al exmandatario, en el grado de Gran Cruz, en 2007. El 14 de enero de 2023 la Fiscalía de Puno abrió una investigación a Morales por traición a la patria. A pesar de ello, Morales presentó un habeas corpus para dejar sin efecto su restricción al ingreso del país. En noviembre de 2023, la Fiscalía archivó la investigación el líder político por presunta traición a la patria. Su prohibición continuó en 2024, cuando el canciller Javier González-Olaechea afirmó que Morales fue responsable de «desestabilizar el sur».
Aparte de Morales, se investigó de un posible teoría del envío de balas para un hipotético envío a manifestantes. Políticos de Perú, Bolivia y Chile denunciaron que el colectivo Ponchos Rojos estaría tras facilitar municiones a los manifestantes; caso que el colectivo solicitó a Dina Boluarte pruebas por acusaciones en su contra. A la par, se ha descartado la incursión de militares bolivianos al país para sostener la idea de una intervención extranjera. Se informó que la embajadora de Perú en Bolivia, Carina Palacios Quincho, fue cesada de su cargo luego del escándalo suscitado por la acusación de injerencia extranjera boliviana. Palacios Quincho con anterioridad había sido miembro de la secretaría de relaciones exteriores de Perú Libre y cercana a Vladimir Cerrón.

#### Figuras extranjeras relacionadas al apoyo contra el gobierno
Más allá de la figura pública de Morales, el diario Expreso señaló que el gobierno cubano estaba supuestamente involucrado de las protestas a través del embajador de Cuba en Perú, Rafael «el Gallo» Zamora. La congresista Rosselli Amuruz solicitó su declaración de persona no grata. Otros involucrados son la militante de Nuevo Más Manuela Castañeira, que Panamericana reportó realizar proselitismo en Lima, y Hugo Gutiérrez, que fue denegado por seguridad nacional.

#### Confusión en el permiso para alojar fuerzas extranjeras
El 18 de enero de 2023, la presidenta Boluarte envió un documento al Congreso de la República para considerar la llegada de fuerzas militares extranjeras, en cumplimiento de los artículos 3 y 4 de la Ley 27856. Según se informó, el pedido era para que ingreso en territorio peruano el buque escuela Juan Sebastián Elcano de la armada española en el marco de su 95° viaje de instrucción. El buque haría escala en el Callao, Perú, en abril de 2023. El ministro de defensa, Jorge Chávez descartó alguna injerencia a su soberanía e informó que solo «son procedimientos de intercambio cultural y académico que se realizan entre ejércitos y armadas de los países hermanos del Perú y del mundo». El buque partió de Cádiz con trayecto por Tenerife, Río de Janeiro, Buenos Aires, Punta Arenas, El Callao, Cartagena de Indias, Puerto Limón, Pensacola y Nueva York, teniendo como objetivo la investigación marina.

### Falta de diálogo del gobierno hacia Puno
A diferencia de otras regiones, Puno extendió sus protestas a causa de la falta de diálogo con el gobierno, en que no se encontró un intermediario para entablar la comunicación. La falta de comunicación se sintetizó en la frase de Dina Boluarte en su mensaje a la Nación, «Puno no es el Perú». Aquella frase según el excongresista del departamento Alberto Quintanilla interpretó como «una voluntad de no dialogar o pretender aislar y someter primero a Puno y luego negociar». Sin embargo, generó la molestia por las autoridades de la zona, como el alcalde de la provincia de San Román, del congresista Alejandro Muñante y el periodista César Hildebrandt.
El Gobierno central pidió disculpas posteriormente, sin embargo, el gobierno regional como las municipalidades respaldaron contra la actitud de la mandataria central. Producto de las declaraciones, Boluarte fue declarada persona no grata por el Consejo Regional de Puno, además que se negó cualquier diálogo debido a que «nos trata de utilizar o tomar como tontos». La frase de Boluarte fue posteriormente tomada en el título de un documental de la Coordinadora Nacional de Derechos Humanos sobre la participación Puno y otras regiones durante la convulsión social.
Más allá de la interpretación dictada por Boluarte, el dirigente Félix Suasaca señaló que la delegación de Puno continuará en Lima «hasta que Dina Boluarte renuncie».

### Participación de organizaciones radicales
El presidente del Congreso 2022-2023 José Willams comentó el 19 de enero de 2023 la existencia de «grupos de extremistas de izquierda que están haciendo daño». Según el exministro Rubén Vargas, las manifestaciones ganaron fama por la «propaganda por los hechos», en que organizaciones de izquierda radical aprovecharon la toma de aeropuerto, cuyos hechos remontan en 2017, cuando Pedro Castillo lideraba el Conare. Una encuesta por Ipsos Perú, para Perú 21, señaló que el 63 % de los participantes creen que actos violentos son organizados por movimientos políticos que buscan tomar el poder (cifra que crece al 73 % para los encuestados en Lima).
Uno de los casos de violencia correspondieron a las amenazas hacia los comerciantes que no quisieron participar en las marchas, que se mostraron con frecuencia en Tacna. Un comunicado firmado en conjunto por Confiep, AGAP y Comex solicitaron el cese de actos de extorsión para recuperar sus actividades laborales.
El 12 de enero de 2023, la Policía detuvo a Rocío Leandro Melgar, presidenta del Frente de Defensa del Pueblo de Ayacucho, desde la Casa del Maestro en Ayacucho. Rocío formó parte de la organización terrorista Sendero Luminoso y estuvo implicada en atentados de los años 1980 y 1990. Ella, al igual que otros siete integrantes detenidos, formarían parte de la nueva organización criminal denominada Nueva Fracción Roja, posible responsable del financiamiento de protestas en Ayacucho. Durante su intervención, según la Dirección contra el Terrorismo, se encontró material relacionado con Sendero Luminoso.
Luego del arresto integrantes del frente de defensa denunciaron falta de pruebas con la supuesta relación con el terrorismo. Además, exigieron su liberación junto al exministro Íber Maraví. Mientras que la congresista Sigrid Bazán condenó el hecho por supuesta vulneración a los derechos humanos.
Para el 19 de enero, según ATV, la policía consideró incluir a Víctor Quispe Palomino como principal azuzador de las protestas. Para ese tiempo, Antauro Humala anunció que redujo su participación en comparación con las manifestaciones de diciembre de 2022. En su lugar, dijo que «las piedras que las lancen los [jóvenes] para que después sean dirigentes, que se forjen en las calles, luchen, sufran».

### Financiamiento de las protestas
Desde la llegada de nuevos manifestantes a Lima, cantantes de música vernacular, incluida a la puneña Yarita Lizeth, y el dúo cholo Juanito y Richard Douglas se ofrecieron en cubrir los gastos de viaje. Sin embargo, algunas de ellas, como la delegación de Tacna, no recibieron dichas donaciones.
Se ha discutido el origen del financiamiento de las campañas, a pesar de no ser considerado un delito cuando es una recaudación en sí. En una entrevista para Mávila Huertas en 24 horas y el portal web Sudaca, el exministro Rubén Vargas analizó una posible planificación financiada ilegalmente. Según el diario Expreso, se filtró un vídeo en que algunos manifestantes cobrarían la suma de 380 soles para plegarse a las manifestaciones. No obstante, dirigentes locales señalaron al medio Panamericana que las marchas a Lima son autofinanciadas. Además, para el diario El Pueblo, el presidente del Frente de Defensa del Cono Norte de Arequipa dijo que cada persona tiene un presupuesto de 500 para realizar una marcha desde el sur a Lima.
A pesar de los intentos de relacionar con la minería ilegal y el narcotráfico, la canciller Ana Gervasi reconoció carecer de evidencias para febrero de 2023. En ese mes, el Ministerio Público abrió una nueva investigación sobre los posibles financistas de las protestas.

### Comunicación con el consejo interreligioso
El 16 de enero de 2023, Dina Boluarte se reunió con el Consejo interreligioso, conformado por docena de organizaciones religiosas para promover el fortalecimiento del diálogo.

### Difusión de las protestas a los menores
En febrero de 2023, se viralizó un vídeo en que un payaso obligó a los niños a pronunciar la arenga «Dina asesina, el pueblo te repudia» como respuesta a la represión policial, posteriormente denunciado por el congresista Alejandro Cavero. El ministro de Educación pidió a los padres de familia a no compartir mensajes de protestas a menores por temor a la manipulación «con fines políticos». A la vez, la exministra Mirtha Vásquez reportó y denunció que la Policía realizó «operaciones psicológicas contraterroristas» para el Club de Menores de la Comisaría de Tacalá, cuya publicación en Twitter sobre el suceso fue retirada.

### Investigación por el Ministerio Público y el Congreso
La Fiscal General del Perú Patricia Benavides anunció investigaciones el 10 de enero de 2023 por los presuntos delitos de genocidio, homicidio agravado y lesiones graves contra la Presidenta Dina Boluarte, el primer ministro Alberto Otárola, el ministro del Interior Víctor Rojas y el ministro de Defensa Jorge Chávez. El 12 de enero de ese año, la Fiscalía de la Nación abrió la segunda carpeta fiscal sobre las víctimas durante los dos meses de protestas. El caso de investigación coincide con la visita de la Comisión Interamericana de Derechos Humanos al país. Sin embargo, las acusaciones de genocidio no fueron procesadas con anterioridad, incluso para el líder de Sendero Luminoso Abimael Guzmán ni al expresidente Alberto Fujimori.
Además, el Congreso aprobó la conformación de una comisión el 12 de enero de 2023.

## Reacciones

### Reacciones en el Congreso de la República
El 10 de enero se realizó un minuto de silencio desde el Congreso de la República a las víctimas. Sin embargo, con la llegada de Alberto Otárola y sus ministros, los congresistas de la izquierda gritaron de «asesinos» y solicitaron su renuncia. Por un lado, Wilson Quispe manchó su propia camisa a partir de su supuesta sangre. Por otro, Héctor Valer colocó el símbolo de Sendero Luminoso hacia las víctimas, una muestra de terruqueo.
Las discusiones sobre la responsabilidad de los fallecimientos en las protestas por los bandos de la izquierda y derecha política en el Congreso continuaron incluso después de la investidura de Otárola, así como el desalojo de los manifestantes asilados en la Universidad San Marcos por motivos de seguridad. Eso motivó la respuesta del presidente de la mesa directiva José Willams, quien avisó: «si hay un congresista allí (en los eventos), tiene que asumir la responsabilidad si este genera la violencia». Desde el sector de la izquierda se intentó minimizar los fallecidos ocurridos por el bloqueo de carreteras. La congresista por Perú Libre y exministra de Pedro Castillo, Betssy Chávez, advirtió al nuevo oficialismo que en caso de algún fallecimiento en la «Toma de Lima», «¡[L]a ciudadanía en rebeldía legítima tendrá pleno derecho a la insurgencia hasta las últimas consecuencias!».
Desde la derecha y afines algunos de ellos acusaron a los manifestantes por fomentar su radicalización: El 14 de enero la congresista fujimorista Tania Ramírez alertó de una supuesta infiltración terrorista desde una universidad pública; además, acusó a la Comisión Interamericana de Derechos Humanos, que fue solicitado por Pedro Castillo para su defensa durante su arresto, por ser una «institución ideologizada y politizada». Este último se sustenta de Alejandro Aguinaga, también de Fuerza Popular, quien comentó que la CIDH «no fue capaz de responderme si el incendio de comisarías o toma de aeropuertos es terrorismo». En febrero de 2023, el fujimorista Juan Carlos Lizarzaburu menospreció a la wiphala, bandera recurrida por los manifestantes en la protestas, por sus supuestos vínculos con Bolivia.
El 16 de enero, el congresista de Acción Popular, Edwin Martínez, acusó de «terroristas» desde Arequipa; mientras tanto, Jorge Montoya propuso la militarización en aeropuertos, así como el establecimiento de un estado de sitio en Lima. El 19 de enero, en una entrevista de CNN Chile, Edward Málaga culpó a Pedro Castillo por ser «una bomba de tiempo» que originó las protestas posteriores a su destitución.
A pesar de eso, se mostraron escenas rechazo de la población hacia los congresistas. como Tania Ramírez, Sigrid Bazán, Ruth Luque, entre otros.

#### Proyecto de ley contra los actos vandálicos
Si bien en el 315 del Código Penal del Perú se establece a los disturbios como delito, en febrero de 2023 Renovación Popular propuso tipificar nuevos delitos al vandalismo y la violencia urbana. Caso similar propuso Patricia Chirinos para condenar penalmente a quienes recurran infraestructuras de comunicación por motivos políticos de «zozobra, alarma o temor en la población o una parte de ella». Debido a la intervención policial, el Ministerio de la Mujer aprobó el protocolo de actuación conjunta del Estado, para tratar con personas identificadas como mujeres, afroperuanos y del colectivo LGBT.

### Otras reacciones
Ante la violencia en Juliaca, los gobernadores regionales de Puno y el Cusco emitieron un pronunciamiento el 10 de enero, pidiendo la renuncia de Dina Boluarte. El gobernador regional de Puno, Richard Hancco calificó a la presidenta como «traidora»: Además culpó al Legislativo por fomentar la polarización entre los bandos extremos de derecha e izquierda.
El 12 de enero de 2023, la vocera de la Unidad de Defensores de la Coordinadora Nacional de Derechos Humanos (CNDDHH) pidió la renuncia de Dina Boluarte. De igual forma, la Asamblea Nacional de Gobiernos Regionales sugirió elecciones inmediatas. El 18 de enero de ese año, el presidente del Poder Judicial pidió a la población «tratemos de superarla de una manera pacífica, de la mejor manera». El 19 de enero, los diputados del partido político oficialista brasileño Partido Socialismo y Libertad se solidarizaron con la «lucha del pueblo peruano».
La Unión Europea condenó los hechos de violencia durante las manifestaciones y anima la investigación por los fallecidos en los incidentes con la policía. Esto incluye al Grupo Confederal de la Izquierda Unitaria Europea. Desde Rusia, la portavoz de la cancillería María Zajárova comunicó que confiamos en la normalización de la situación en Perú, que «se resuelvan las contradicciones que separan a las partes enfrentadas en el marco de la legalidad y con respeto a las normas democráticas y de derechos humanos por medio del diálogo entre los peruanos y sin injerencias foráneas destructivas».
Cancillerías de otros países como Colombia, Brasil y Chile aconsejaron a sus ciudadanos a postergar sus viajes hacia Perú.

## Sondeos de opinión
Según una encuesta del Instituto de Estudios Peruanos (IEP), el 15 de enero de 2023, un 60 % de peruanos considera que sí se justifican las protestas de diciembre de 2022 frente a un 35 % que no cree que exista justificación. Sobre si se sentían identificados, un 50 % dijo que sí frente a un 46 % que no. Por otra parte, un 71 % de los encuestados desaprobó la gestión de Dina Boluarte frente a un 19 % de aprobación. Sobre si se debía convocar a una asamblea constituyente un 69 % de los encuestados dijo que sí frente a un 27 % que dijeron que no. La encuesta de la IEP se realizó con una muestra de 1211 entrevistados de las 24 regiones del país con un margen de error de 2,8 puntos y un nivel de confianza del 95 %. Posteriormente, otra encuesta de IEP del mismo mes señaló que la población se identificó con el espectro centro, mientras que el 90 % de los encuestados identificados con la izquierda desaprueba el gobierno de Boluarte.
A la par, se publicó una encuesta de IPSOS, donde un 20 % de encuestados aprobaba la gestión de Dina Boluarte frente a un 71 % que no. Sobre si deseaban adelanto de elecciones un 52 % manifestó que deseaba que se adelantaran elecciones para diciembre de 2023 mientras que un 40% para abril de 2024. Sobre las acciones violentas registradas en las marchas, un 63 % manifestó que eran acciones organizadas de movimientos políticos mientras que un 30 % manifestó que eran actos espontáneos. Sobre quién era responsable de las muertes en las protestas, un 42 % manifestó que los culpables eran los dirigentes que azuzaron las marchas y alentaron a los manifestantes a comportarse de manera violenta mientras que un 36 % manifestó que las autoridades pertinentes que ordenaron a las fuerzas del orden eran los responsables. En total se encuestaron a 1199 personas con un margen de error de 2.8 puntos y un nivel de confianza del 95 %.
El 24 de enero, en una nueva encuesta de Ipsos con opción múltiples a 1204 personas, se marcó como posibles responables a grupos radicales con 34 %, mientras que grupos vínculados a economías (33 %) y los partidos políticos (24 %)  fueron complementados en las tres respuestas con mayor elección.
Según una encuesta realizada a nivel nacional por la empresa CPI entre el 24 y el 27 de enero de 2023, un 44.9 % de los peruanos manifestó estar en desacuerdo de las protestas y un 15.1 % dijo estar muy en desacuerdo con estas manifestaciones. Un 19.2 % dijo estar de acuerdo, mientras que el 3.4 % dijo estar muy de acuerdo. En tanto, el 14.3 % señaló que no está de acuerdo ni en desacuerdo con las protestas.